# Loi fondamentale de la Hongrie
Pour les articles homonymes, voir Constitution de la Hongrie.
Lire en ligne

Consulter (version initiale de 2012)

Constitution de 1949
La constitution de la Hongrie, officiellement nommée Loi fondamentale de la Hongrie (Magyarország alaptörvénye), déposée le 14 mars 2011, adoptée le 18 avril par l'Assemblée nationale de Hongrie et entrée en vigueur le 1er janvier 2012, est le texte constitutionnel de la Hongrie. 
Votée uniquement par Fidesz-Union civique hongroise, elle fait l'objet de critiques fortes de la part de l'opposition de gauche (MSzP, LMP) et de l'extrême droite (Jobbik). Elle est également au centre d'une vive polémique sur la dérive autoritaire du Premier ministre conservateur Viktor Orbán.

## Processus constitutionnel

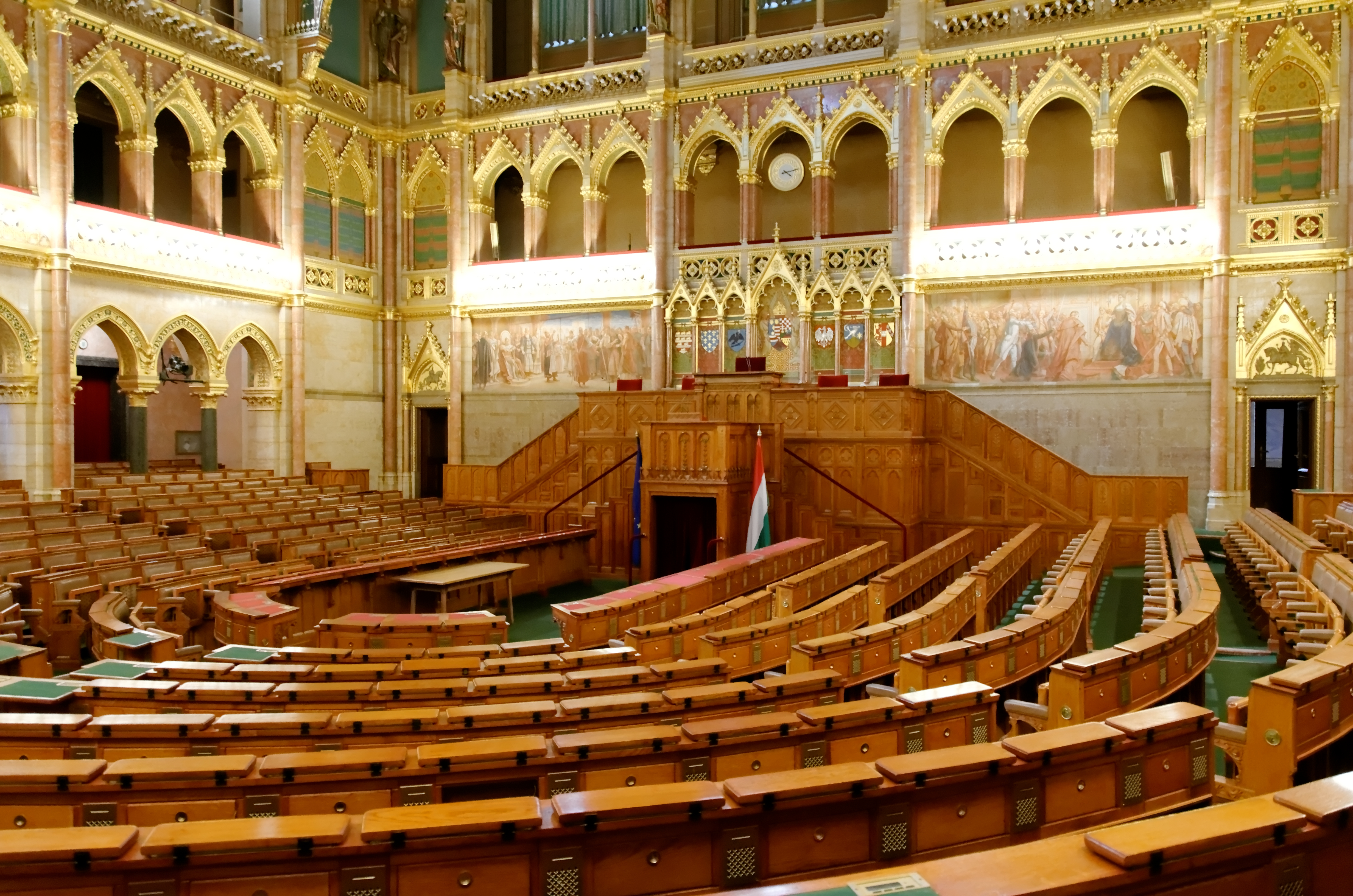
Chambre du parlement hongrois

- Rédaction. La majorité des deux tiers accordée à la coalition FIDESZ-KDNP aux élections d'avril 2010 lui donnant le pouvoir de modifier la constitution, le Premier ministre Viktor Orbán confie dès juin 2010 le travail préliminaire de rédaction d'un nouveau texte à six personnalités du FIDESZ ou proches du FIDESZ: Péter Boross (Premier ministre MDF de 1993 à 1994, ayant quitté ce parti en 2010), József Pálinkás (physicien, ministre lors du premier gouvernement Orbán, président de l'Académie hongroise des Sciences depuis 2008), József Szájer (député FIDESZ au parlement européen), György Schöpflin (historien et député FIDESZ au parlement européen), István Stumpf (juriste, ministre du premier gouvernement Orbán qui sera nommé juge constitutionnel par le deuxième gouvernement Orbán en juillet 2010) et Imre Pozsgay (ministre pendant les dernières années du communisme, l'un des leaders de la transformation démocratique de l'ex-parti unique avant de le quitter fin 1990 et de se rapprocher progressivement du FIDESZ).
- « Consultation nationale ». En février 2011, le gouvernement envoie un questionnaire aux 8 millions d'électeurs hongrois, baptisé "consultation nationale" ("Nemzeti konzultáció")[1]. Il est composé de 12 questions sur des sujets très divers liés à la future constitution. Selon le gouvernement, 916 941 questionnaires lui ont été renvoyés, soit un taux de retour de 11 %. Les 12 questions (et les réponses qui y auraient été données) sont les suivantes : la nouvelle constitution hongroise doit-elle...

1. parler aussi des obligations civiques (91 % de « oui »).
2. limiter l'endettement d'État (92 % de « oui », 53 % pour une limite sans exception, 39 % pour des exceptions en temps de crise).
3. défendre des valeurs « comme la famille, l'ordre, le foyer, le travail, la santé » (91 % de « oui »).
4. donner des votes supplémentaires aux parents (74 % de « non »).
5. empêcher l'imposition des dépenses pour élever les enfants (72 % de « oui »).
6. assumer "ses obligations vis-à-vis des générations futures" (86 % de « oui »).
7. ne rendre possible « une participation aux marchés publics ou une subvention d'État qu'aux sociétés économiques dont la structure actionnariale est transparente » (92 % de "oui").
8. exprimer « les valeurs de cohésion nationale avec les Hongrois vivant au-delà des frontières » (61 % de « oui », avec obligation pour tous les gouvernements, 28 % de « oui » mais sans obligation).
9. défendre « la diversité naturelle du Bassin des Carpates, les espèces animales et végétales qui ne sont présentes que là, les spécificités hongroises » (78 % de « oui », 17 % pour ne défendre les espèces animales et végétales que dans l'élevage et l'agriculture).
10. « défendre les biens publics, avec une attention particulière envers la terre labourable et les nappes phréatiques » (97 % de « oui »).
11. rendre « possible pour les tribunaux de fixer une réelle peine de privation de liberté à vie dans les cas de faits punissables d'une gravité particulière » (93 % de « oui »).
12. rendre obligatoire « la comparution de celui que l'Assemblée nationale convoque à une audition d'une commission de contrôle » (83 % de « oui »)[2].

- Débat parlementaire. Le texte initial ayant été déposé le 14 mars 2011, le débat peut s'engager le 22 mars suivant. Le Premier ministre Viktor Orbán intervient le 28 mars dans un discours de près d'une heure où il détaille les résultats de la "Consultation nationale". Après de nombreuses modifications pour corriger les incohérences du texte initial et modifier quelques dispositions fondamentales, le texte est adopté le 18 avril par les voix des députés FIDESZ et KDNP ainsi que d'un député indépendant proche du Jobbik. Le Jobbik et deux autres députés indépendants votent contre, le MSZP et LMP ne sont pas présents, estimant que la nouvelle Loi fondamentale est un recul pour la démocratie. Le président Pál Schmitt signe le texte le 25 avril, jour anniversaire de la victoire électorale du FIDESZ et lundi de Pâques.

## Principales nouveautés par rapport à la constitution précédente
En plus de refondre totalement la structure de la constitution précédente (même si de nombreux articles sont repris tels quels), la Loi fondamentale élaborée par le gouvernement Orbán modifie profondément les bases de la législation hongroise. On peut classer ces innovations par objectifs.

### Équilibre des pouvoirs
- Les compétences de la Cour constitutionnelle (CC) sont réduites. Un contrôle normatif a posteriori auprès de la CC ne peut plus être demandé que par le gouvernement, un quart des députés du Parlement ou le Médiateur des droits fondamentaux (qui remplace les ombudsmans antérieurs) ; l'examen préliminaire des lois peut par contre avoir lieu à l'initiative du Parlement. Les compétences de la CC qui avaient été restreintes en 2010 en matière de budget et de fiscalité ne lui seront rendues que lorsque la dette publique passera en dessous de 50 % du PIB (perspective qui semble lointaine). Le nombre des membres de la CC passe de 11 à 15, et la durée de leur mandat de 9 ans à 12 ans (art. 24)[3].
- Au contraire de son rôle réduit de contrôle du pouvoir législatif, la CC gagne un rôle de contrôle du pouvoir judiciaire, car elle peut être saisie par un citoyen qui y a un intérêt juridique concret, pour annuler un jugement par un « recours de constitutionnalité » (alkotmányjogi panasz, art. 24/3b)[4].
- Le président de la République peut dissoudre l'Assemblée nationale si celle-ci n'arrive pas à adopter le budget avant fin mars (art. 3/3b)[3].
- À la place des quatre ombudsmans précédents (droits fondamentaux, protection des données, droits des minorités, générations futures), il n'y en a plus qu'un seul, le Médiateur des droits fondamentaux (alapvető jogok biztosa, art. 30)[3].
- Les juges et procureurs cessent d'exercer à l'âge légal général de la retraite (au lieu de 70 ans antérieurement, imposant ainsi de nombreux départs en retraite parmi les plus hautes fonctions ; art. 26/2 et 29/3)[3].
- L'élection du président de la République par le Parlement se fait au maximum en deux tours (art. 11/4)[3].
- Plusieurs dizaines de domaines touchant à l'organisation de l'État (section « État ») et aussi aux libertés fondamentales (section « Liberté et responsabilité ») doivent être régulés par des lois « organiques » (sarkalatos) adoptées à la majorité des deux tiers, et donc difficilement modifiables par les futurs gouvernements s'ils ne disposent pas de la même majorité des deux tiers que le gouvernement Orbán II (art. T/4)[3].

### Conservatisme et nationalisme
- Le préambule (« Profession de foi nationale ») mentionne la Sainte Couronne comme symbole de la continuité constitutionnelle de l'État et de l'unité nationale, et affirme notamment que « les cadres essentiels de notre vie en communauté sont la famille et la nation, les valeurs fondamentales de notre unité sont la fidélité, la foi et l'amour » et que « le fondement de la force de la communauté et de la dignité de l'Homme est le travail[3] ». Il « reconnai[t] la vertu unificatrice de la chrétienté pour notre nation ».
- La nouvelle constitution indique que « la Hongrie porte la responsabilité de la situation des Hongrois vivant hors des frontières du pays » (art. D).
- Elle définit l'institution du mariage en tant qu'union de vie entre un homme et une femme, empêchant ainsi de légiférer pour autoriser le mariage gay (art. L/1)[5].
- Elle donne une place importante aux obligations des citoyens (impôts art. XXX, défense art. XXXI)[3].
- Elle inscrit le droit à la légitime défense (art. V)[6].
- Elle garantit la protection de la vie dès la conception (art. II)[5].
- Elle introduit la peine de perpétuité effective (art. IV/2)[5].
- Elle mentionne, en même temps que l'Académie hongroise des sciences (MTA), l'Académie hongroise des arts liée au nom d'Imre Makovecz (art. X/3 ; plus nationaliste que l'Académie Széchenyi des arts et lettres fondée par la MTA et assurant la même fonction, dont les deux principaux dirigeants ont démissionné en estimant cette démarche indigne)[7].
- Par rapport à la constitution précédente, elle omet l'interdiction de la discrimination selon l'orientation sexuelle (art. XV/2)[5].

### Autres
- La nouvelle constitution définit la limite de la dette publique à 50 % du PIB, interdisant au-delà d'adopter un budget ou de recourir à un emprunt en augmentant la dette (art. 36/5 et 37/3)[3].
- Le nom officiel du pays « République hongroise » devient « Hongrie » (art. A), étant précisé que « la Hongrie est une République » (art. B).
- Les élections locales auront lieu tous les 5 ans au lieu de 4 (art. 35/2)[3], à partir de 2014[8].
- Les limites de l'autonomie des universités sont définies de sorte que le principe d'autonomie locale ne s'applique pas à la gestion financière de l'université (art. X/3)[4].
- L'organisme judiciaire suprême, qui reste appelé Cour suprême en traduction française officielle, n'est plus en hongrois Legfelsőbb Bíróság (« Cour suprême ») mais Kúria (« Curie » ; art. 25/1)[3].

## Principales critiques

### À l'étranger

#### Commission de Venise
- Demande d'avis du Gouvernement hongrois (février-mars 2011)

Le gouvernement hongrois avait demandé le 21 février 2011 à la Commission de Venise (commission du Conseil de l'Europe spécialisée en droit constitutionnel) un avis juridique  sur trois questions annexes liées à la nouvelle constitution (utilité d'y faire figurer des dispositions de la Charte des droits fondamentaux de l'UE, rôle et portée du contrôle a priori de la Cour constitutionnelle, rôle et portée de la saisie de la Cour constitutionnelle par des particuliers dite actio popularis).
Tout en s'étonnant de ne pas avoir été consultée sur des questions plus cruciales liées à la nouvelle constitution, la Commission a rendu un simple avis lors de sa session des 25 et 26 mars qu'elle conclut en estimant que le processus constitutionnel hongrois « suscite un certain nombre de préoccupations qui mériteraient un examen approfondi de la part des autorités hongroises. Ces préoccupations concernent l'absence de transparence du processus, le fait que le projet de nouvelle constitution n'ait été rendu public que le 14 mars 2011, quelques semaines avant la date à laquelle la loi fondamentale devait être adoptée, l'insuffisance de dialogue entre la majorité et l'opposition, le peu d'occasions de tenir un débat public approprié sur un processus aussi fondamental et le calendrier très limité qui a été retenu ». Elle « regrette » aussi que « la limitation des compétences de la Cour constitutionnelle » décidée en novembre 2010 « n'ait pas été abrogée ». Le 26 mars, la Commission de suivi de l'Assemblée parlementaire du Conseil de l'Europe demande à la Commission de Venise son avis sur la nouvelle constitution hongroise.
- Conclusions préliminaires et débat en commission au Parlement européen (mai 2011)

Le 25 mai 2011, le secrétaire de la Commission de Venise, Thomas Markert, communique au Parlement européen (Commission des libertés civiles, de la justice et des affaires intérieures) les conclusions préliminaires de la Commission sur la nouvelle Loi fondamentale. Parmi ses critiques, les lois organiques : « De nombreuses institutions européennes stipulent que certaines lois et amendements requièrent une majorité des deux-tiers, ce qui nécessite un consensus parmi les partis politiques. Cette sauvegarde habituelle ne peut pas fonctionner dans la situation politique hongroise actuelle, où un seul parti a une majorité des deux-tiers. La solution serait que ceux qui détiennent tant de pouvoirs se modèrent, mais ce n'est pas le cas pour l'instant. » Il cite également le préambule « trop long » et qui « comprend de nombreuses références historiques » dont certaines « pourraient être comprises comme une exclusion des minorités », l'article sur la protection des Hongrois de l'étranger qui « pourrait être vu comme une ingérence dans les affaires d'autres pays », celui sur « la vie avant la naissance », celui définissant le mariage comme l'union entre un homme et une femme, enfin la non-mention de l'orientation sexuelle dans l'article sur les discriminations. Il souligne aussi que le passage de l'âge de la retraite des magistrats de 70 à 62 ans « entrainera la nomination de nombreux nouveaux juges en une seule fois ». S'ensuit un premier débat entre représentants des partis européens où la députée du FIDESZ Kinga Gál estime qu'il n'est pas « du ressort de cette commission d'aborder la constitution hongroise » mais n'est soutenue que par un autre représentant maltais du PPE, les représentants des autres partis ou groupes parlementaires (S&D, ADLE, GUE/NGL et Verts/ALE) exposant une position contraire.
- Avis (juin 2011)

Le 20 juin, la Commission de Venise rend son "Avis sur la nouvelle constitution de la Hongrie" où elle commence par répéter ses remarques sur "le manque de transparence du processus d'adoption de la nouvelle Constitution et la consultation insuffisante de la société hongroise", "le calendrier très serré de préparation, d'examen et d'adoption du texte, et les opportunités limitées ouvertes au débat sur le projet par les forces politiques, les médias et la société civile". Elle souligne aussi que son avis se fonde sur une traduction en anglais du texte de la Loi fondamentale fournie par le gouvernement hongrois et que celle-ci "pourrait ne pas être parfaitement fidèle à l'original".
La première critique porte sur le "recours excessif aux lois organiques" prévu par la Loi fondamentale qui enlève au Parlement "la marge de manœuvre nécessaire pour accompagner les grandes mutations et relever les défis nouveaux que rencontre une société". Selon elle, "La multiplication des choix politiques placés hors d'atteinte de la majorité simple réduit la signification des élections futures et accroît les possibilités dont dispose une majorité des deux tiers pour verrouiller ses préférences politiques et l'ordre juridique national". Ce qui contrevient à la Convention européenne des droits de l'homme (article 3 du protocole n°1) qui dit que "les élections doivent être organisées "dans les conditions qui assurent la libre expression de l'opinion du peuple sur le choix du corps législatif"", article "qui n'a plus aucun sens si le législateur est privé de la possibilité de modifier la législation sur des points importants, pour des décisions qui relèvent en fait de la majorité simple. L'essence même de la démocratie est en jeu dès lors qu'au-delà des principes fondamentaux, des règles de détail très spécifiques sont fixées dans une loi organique sur certaines questions".
L'avis aborde ensuite les « règles d'interprétation » mentionnées par la Loi fondamentale et regrette "un certain manque de clarté et de cohérence entre des éléments qui figurent dans différentes dispositions de la Constitution et pourraient servir à l'interpréter ». Par exemple, « la notion de « Constitution historique » (...) liée spécifiquement à l'interprétation de la Constitution, y introduit un certain flou. Les « acquis de notre Constitution historique »" (...) ne sont pas clairement définis. » Il regrette aussi que les articles sur ces règles d'interprétation ne contiennent pas « de références aux normes internationales relatives aux droits de l'homme ». Il mène ensuite une analyse détaillée du texte de la Loi fondamentale et des dispositions qui lui apparaissent critiquables (mentionnées dans le résumé du texte ci-dessous).
Il conclut en répétant ses critiques sur la trop grande rapidité du processus (tout en espérant « que l'adoption de la législation de mise en œuvre donnera lieu à un processus plus transparent et inclusif, à la faveur duquel les nombreuses questions importantes qu'il reste à régler seront véritablement débattues »), en s'inquiétant à nouveau du nombre excessif de lois organiques (« Les politiques déployées en matière culturelle, religieuse, morale, socio-économique et financière ne devraient pas être verrouillées dans des lois organiques »), en se préoccupant de « la limitation des pouvoirs de la Cour constitutionnelle en matière fiscale et budgétaire » et du « rôle majeur attribué au Conseil budgétaire dans l'adoption du budget de l'Etat », de l'imprécision du « cadre que fixe la Constitution dans des domaines essentiels pour la société, comme le pouvoir judiciaire et d'autres secteurs-clé », en précisant que « les dispositions relatives à l'emprisonnement à vie sans possibilité de libération conditionnelle pourraient enfreindre des normes internationales liant la Hongrie » et en émettant des doutes sur « la place à donner au Préambule dans l'interprétation de la Constitution et un certain nombre d'affirmations et de termes qu'il contient ».

#### Commission européenne
- Lettre de Viviane Reding (décembre 2011)

Le 15 décembre 2011, le magazine économique HVG révèle la teneur d'une lettre envoyée par la commissaire européenne Viviane Reding (Justice, droits fondamentaux et citoyenneté) à Tibor Navracsics, vice-premier ministre hongrois. Cette lettre comprend 22 questions auxquelles une réponse doit être donnée avant le 16 décembre. Trois problèmes préoccupent particulièrement la commissaire. D'abord la mise à la retraite au 1er janvier de tous les magistrats âgés de 62 à 70 ans (« Quel est le but de la mise à la retraite d'office des juges ? Pourquoi l'âge limite passe-t-il à 62 ans alors qu'il va être relevé en 2014 ? »). Ensuite la « concentration des pouvoirs » dans la Justice (« La Commission est désireuse de savoir quels sont les buts de la réorganisation, quel sera le rôle du président du Bureau judiciaire national, de ce Bureau lui-même et du Conseil national de la Magistrature ? Qu'est-ce qui garantit le fonctionnement indépendant des tribunaux ? ») et le limogeage d'András Baka de la tête de la Cour suprême du fait de l'entrée en vigueur de la Loi fondamentale (« Qu'est-ce qui garantit le maintien de l'indépendance des services judiciaires alors que le président de la Cour suprême doit quitter son poste prématurément ? »). Enfin la protection des données personnelles qui risque d'être mise en danger par le limogeage du médiateur actuel, ses compétences étant reprises par l'Autorité nationale de protection des données et de la liberté de l'information (« Pourquoi fallait-il remplacer le Bureau actuel du médiateur par un nouveau ? Pourquoi ne pas avoir voté des dispositions transitoires jusqu'en 2014, fin du mandat du médiateur actuellement en charge ? »).

#### États-Unis
- Visite de Hillary Clinton (juin 2011)

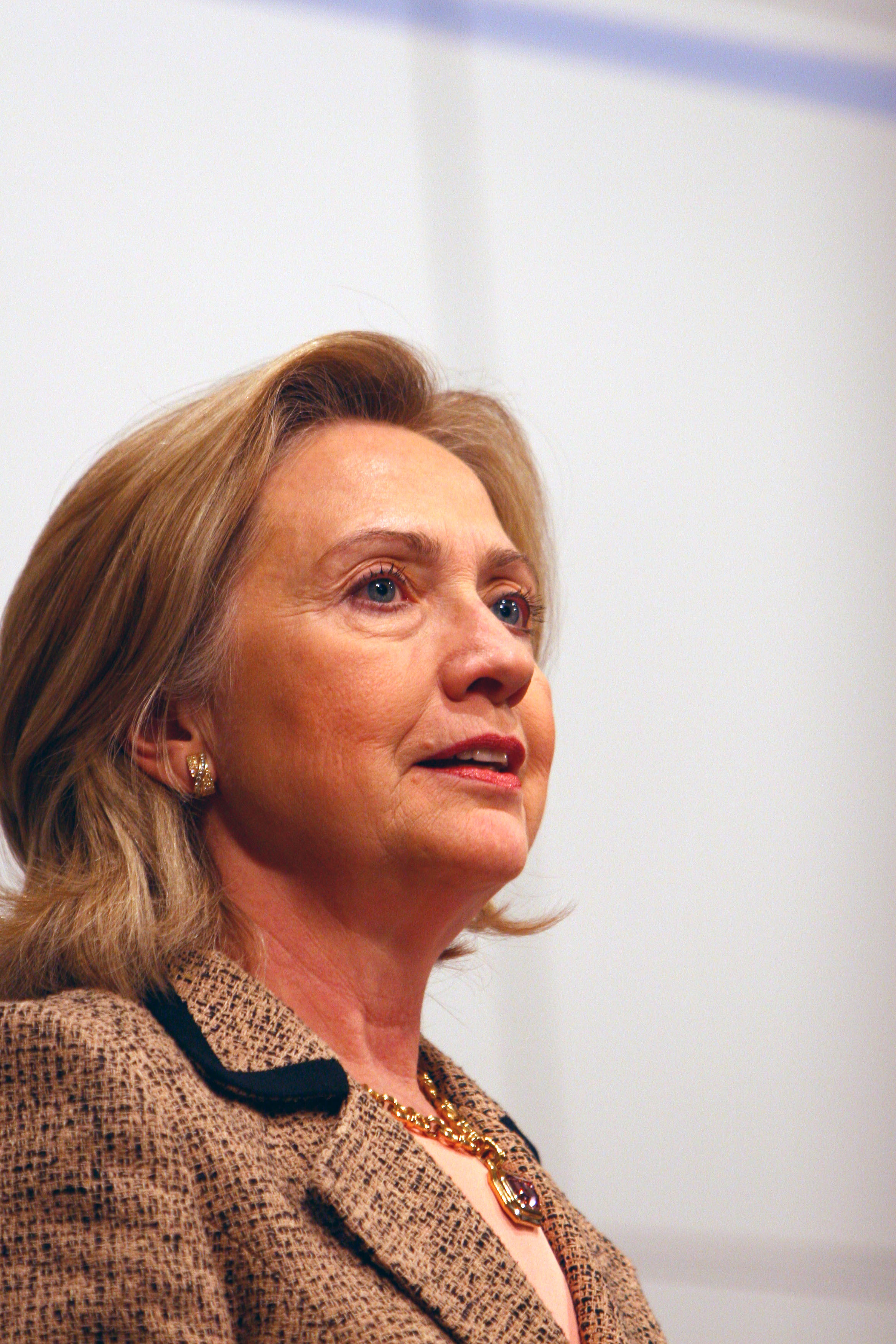
La Secrétaire d'État américaine Hillary Clinton en 2011

Le département d'État américain s'est montré assez rapidement préoccupé par la politique suivie par le gouvernement Orbán. Deux mois après l'adoption de la Loi fondamentale, à l'occasion d'une visite officielle à Budapest, la Secrétaire d'État Hillary Clinton déclare ainsi lors d'une conférence de presse commune avec Viktor Orbán le 30 juin : "Nous avons parlé très franchement de la manière de préserver les institutions démocratiques de Hongrie et de la manière de nous assurer qu'elles continuent à se développer et se renforcer, y compris à garantir un essentiel équilibre des pouvoirs. Nous sommes les amis de la Hongrie et comme tels, nous avons exprimé nos préoccupations et nous avons appelé à un véritable engagement quant à l'indépendance de la justice, la liberté de la presse et la transparence gouvernementale." Elle précise sa pensée en réponse à la question d'un journaliste, montrant qu'elle attend des futures lois organiques une amélioration par rapport au texte de la Loi fondamentale: "Nous avons encouragé nos amis hongrois à s'assurer une constitution large et complète, qui soit en harmonie avec ses propres valeurs démocratiques ainsi qu'avec les valeurs européennes. Et j'ai souligné l'importance, pour tout gouvernement, de respecter rigoureusement l'équilibre des pouvoirs. (...) Et je pense que c'est important, pendant tout le processus d'élaboration de la constitution et des lois organiques qui l'accompagnent, et, certainement, le Premier ministre me l'a signifié très clairement, qu'il veille à s'assurer que la Hongrie soit fidèle à ses traditions démocratiques, qu'elle protège les libertés individuelles, maintienne la liberté de la presse et de la justice et assure l'équilibre des pouvoirs."
Le 26 juillet, devant la sous-commission des Affaires étrangères (Europe et Eurasie) de la Chambre des représentants, le sous-secrétaire d'État Thomas O. Melia critique sévèrement la révolution réglementaire en cours en Hongrie : "Plusieurs événements récents ont provoqué d'importantes préoccupations sur la trajectoire démocratique de la Hongrie. (...) Nous avons vu l'actuel gouvernement mono-partisan utiliser son exceptionnelle majorité des deux-tiers pour verrouiller des changements constitutionnels et pérenniser son autorité, limiter l'équilibre des pouvoirs et restreindre excessivement la capacité de futurs gouvernements démocratiques à affronter pratiquement de nouveaux défis politiques, économiques et sociaux." Après avoir rappelé les mots de Hillary Clinton en juin, il conclut : "Nous pressons le gouvernement de ralentir le rythme des changements, d'être plus consensuel et de limiter le nombre de sujets couverts par les dites "lois organiques" qui exigent une majorité des deux-tiers pour être modifiées."
- « Démarche » diplomatique et ses suites (août-décembre 2011)

Les lois organiques ne faisant donc que confirmer la tendance observée, le département d'État a cherché dès août à faire passer un message plus clair à Viktor Orbán par l'intermédiaire de l'ambassadrice Eleni Tsakopoulos Kounalakis : une "démarche", c'est-à-dire un avertissement diplomatique officiel à remettre en mains propres. Orbán reculant toujours la rencontre sous divers prétextes, le département d'État a fait savoir publiquement qu'il s'impatientait et l'ambassadrice a pu être enfin reçue par Orbán le 18 octobre pendant une demi-heure. Un entretien que l'ambassadrice qualifie aussitôt de "très franc et productif" et au cours duquel ont été abordées "les préoccupations citées par la Secrétaire d'État Clinton lors de sa visite à Budapest en juin". Le porte-parole du Premier ministre, Péter Szijjártó ayant ensuite démenti qu'il s'agissait d'une "démarche" (et les médias pro-gouvernementaux ayant attaqué l'ambassadrice), le sous-secrétaire d'État américain Thomas O. Melia signifie à un sous-secrétaire d'État aux affaires étrangères hongrois en visite à Washington l'étonnement causé par ce traitement. Péter Szijjártó démentant malgré tout de nouveau l'existence de cette démarche, l'ambassadrice se voit finalement forcée de faire une mise au point le 11 novembre par l'intermédiaire du quotidien Népszava : il s'agissait bien d'une démarche et les États-Unis s'inquiètent des lois organiques en préparation sur la justice et sur les élections.
Ne percevant toujours aucune volonté de dialogue de la part des officiels hongrois, l'ambassadrice américaine envoie une lettre (intitulée "A second look") au magazine Heti Valász le 8 décembre, dans laquelle elle affirme qu'après le grand nombre de lois organiques votées l'automne 2011, "son ambassade et ses collègues à Washington" "continuent d'être préoccupés": "D'ici quelques semaines, d'autres lois organiques seront votées et la nouvelle constitution hongroise sera entrée en vigueur. Mais avant cela, j'engage le gouvernement à réfléchir. De nombreuses voix autorisées soulèvent les questions suivantes. L'équilibre des pouvoirs est-il suffisant dans le nouveau système pour assurer l'indépendance des institutions démocratiques pour les futures générations hongroises ? (...) La concentration de l'autorité entre les mains d'une seule personne améliore-t-elle l'efficacité d'une institution ou menace-t-elle son indépendance ? (...) Le système électoral permet-il au peuple de changer de gouvernement d'une manière libre et honnête ? Cela permet-il l'expression de vues divergentes ?"

## Lois organiques
La nouvelle Loi fondamentale prévoit un grand nombre de lois organiques pour détailler les dispositions constitutionnelles sur toutes sortes de sujets (32 selon une liste diffusée le 15 juin 2011 mais leur nombre et leur énoncé ne semble pas définitif). Une loi organique (« sarkalatos törvény ») est une loi nécessitant le vote des deux tiers des députés. Elle est donc aussi difficile à modifier que la Loi fondamentale elle-même. Depuis le vote de la Loi fondamentale en avril, treize lois organiques ont déjà été adoptées :
- Loi sur la Cour des comptes d'État (Loi LXVI de l'année 2011 déposée le 9 mai 2011, votée le 20 juin[24] et promulguée le 24 juin).
- Loi sur le droit à la liberté de conscience et de religion, ainsi que le statut juridique des églises, des confessions religieuses et des communautés religieuses (Loi C de l'année 2011 déposée le 14 juin 2011, votée le 12 juillet et promulguée le 19 juillet). Cette loi a été annulée dans sa totalité par la Cour constitutionnelle le 19 décembre 2011 pour vice de forme (une de ses principales dispositions, le fait que ce soit l'Assemblée qui décide du statut des différentes églises et non la justice, ayant été rajoutée au dernier moment, après le débat parlementaire). Le FIDESZ a aussitôt déposé (le 21 décembre) un nouveau projet de loi organique reprenant presque toutes les dispositions de la loi précédente mais tentant de rendre la loi un peu plus cohérente.
- Loi sur le statut juridique du président de la République et ses revenus (Loi CX de l'année 2011 déposée le 10 juin 2011, votée le 11 juillet[25], promulguée le 26 juillet).
- Loi sur le Commissaire des droits fondamentaux (Loi CXI de l'année 2011 déposée le 17 juin 2011, votée le 11 juillet[26], promulguée le 26 juillet).
- Loi sur le droit d'organisation autonome de l'information et sur la liberté d'information (Loi CXII de l'année 2011 votée le 11 juillet, promulguée le 26 juillet).
- Loi sur la défense nationale et sur l'Armée hongroise, ainsi que les mesures applicables lors des états de droit particulier (loi CXIII de l'année 2011 déposée le 10 juin 2011, votée le 11 juillet[27], promulguée le 27 juillet).
- Loi sur la défense contre les catastrophes et modifiant certaines lois qui y sont relatives (loi CXXXVIII de l'année 2011, déposée le 10 juin 2011, votée le 19 septembre[28], promulguée le 3 octobre).
- Loi modifiant la loi CXXII de l'année 2010 sur le Bureau national des Impôts et des Douanes et certaines lois qui y sont relatives (loi CXLI de l'année 2011, déposée le 7 octobre 2011, votée le 24 octobre[29], promulguée le 3 novembre).
- Loi sur la Cour constitutionnelle (loi CLI de l'année 2011, déposée le 3 octobre 2011, votée le 14 novembre[30], promulguée le 21 novembre).
- Loi sur l'organisation et la direction des tribunaux (loi CLXI de l'année 2011, déposée le 21 octobre 2011, votée le 28 novembre[31], promulguée le 2 décembre).
- Loi sur le statut juridique et les revenus des juges (loi CLXII de l'année 2011, déposée le 21 octobre 2011, votée le 28 novembre[32], promulguée le 2 décembre).
- Loi sur le ministère public (loi CLXIII de l'année 2011, déposée le 21 octobre 2011, votée le 28 novembre[33], promulguée le 2 décembre).
- Loi sur le statut juridique du procureur général, des procureurs et des autres fonctionnaires du ministère public et sur la carrière des procureurs (loi CLXIV de l'année 2011, déposée le 21 octobre 2011, votée le 28 novembre[34], promulguée le 2 décembre).

## Texte de la Loi fondamentale
Le texte de la Loi fondamentale est précédé de la citation "Isten, áldd meg a magyart !" (Dieu, bénis le Hongrois !), premier vers de l'"Himnusz" de Ferenc Kölcsey, hymne national du pays. Les citations extraites du texte ne suivent pas forcément la traduction délivrée fin 2011 par le gouvernement hongrois.

### Profession de foi nationale
Ce texte est placé avant l'introduction à la Loi fondamentale. Il est divisé en cinq paragraphes dont le premier commence par « NOUS, LES MEMBRES DE LA NATION HONGROISE, au début de ce nouveau millénaire, responsables pour tous les Hongrois, nous déclarons ce qui suit : »
- Le premier paragraphe énumère d'abord les motifs de fierté des Hongrois : « que notre roi Saint Etienne, il y a mille ans, ait placé l'État hongrois sur des fondations solides et ait fait de notre patrie une part de l'Europe chrétienne », que « nos ancêtres » aient « combattu pour la conservation, la liberté et l'indépendance de notre pays », les « magnifiques réalisations intellectuelles des Hongrois », « que notre peuple, au cours des siècles, ait défendu l'Europe en combattant, qu'il ait développé les valeurs communes de celle-ci avec soin et talent ». Puis les questions spirituelles et culturelles : « le rôle de sauvegarde nationale de la chrétienté », « l'unité intellectuelle et spirituelle de notre nation morcelée par les orages du siècle dernier ». Les députés s'engagent à « entretenir et protéger » le hongrois « langue solitaire », « la culture hongroise, la langue et la culture des nationalités de Hongrie, les valeurs du Bassin des Carpates que la nature a donné et que l'homme a conçu » tout en croyant que leur « culture nationale est une riche contribution à la diversité de l'unité européenne ».
- Le deuxième paragraphe liste les fondements de la vie publique hongroise : « dignité humaine », « liberté individuelle » (mais « en bonne entente avec les autres »), « la famille et la nation », « la fidélité, la foi et l'amour », « travail » (« fondement de la force de la communauté et de l'honneur de tout être humain »), « obligation de secourir les exclus et les pauvres », le « but commun des citoyens et de l'État » étant « d'obtenir une vie agréable, la sécurité, l'ordre, la justice, la liberté ».
- Le troisième paragraphe parle de l'héritage historique : les députés respectent « les acquis de notre constitution historique et la Sainte Couronne, qui incarne la continuité étatique constitutionnelle de la Hongrie et l'unité de la nation » mais ne reconnaissent pas « la suspension de notre constitution historique, conséquence des invasions étrangères », refusent « la prescription des crimes inhumains commis contre la nation hongroise et ses citoyens sous la domination des dictatures nationale-socialiste et communiste », ne reconnaissent pas « la continuité légale de la constitution communiste de l'année 1949, parce qu'elle fut le fondement d'une domination tyrannique ».
- Le quatrième paragraphe continue dans cette voie en affirmant que « C'est à compter du deux mai 1990, date de la formation de la première représentation populaire librement élue, qu'a été rétablie l'autodétermination étatique de notre patrie perdue le dix-neuf mars 1944 ». Ce qui semble exonérer l'État hongrois de toute responsabilité pour les faits survenus entre l'occupation allemande de 1944 (et la déportation massive des Juifs hongrois, effectuée avec la participation active de l'appareil d'État hongrois) et les élections démocratiques de 1990.[réf. nécessaire]
- Le cinquième paragraphe contient quelques déclarations finales : le « besoin impérissable de renouvellement spirituel et intellectuel » après le « bouleversement moral du vingtième siècle », la certitude « qu'avec le talent de nos enfants et de nos petits-enfants, avec leur ténacité et leur force spirituelle, ils restaureront la grandeur de la Hongrie »…

Selon la Commission de Venise, ce préambule « contient un certain nombre d'affirmations et de termes pouvant susciter des inquiétudes », d'autant plus que l'article R suivant indique qu'il « doit guider d'une manière significative l'interprétation de l'ensemble du texte, et qu'il semblerait avoir valeur juridique ». Or, il « ne présente pas la précision indispensable à un texte juridique, et il contient un certain nombre d'affirmations qui pourraient donner lieu à controverse ». Par exemple, « la référence à la Constitution historique est assez vague, sachant que la Hongrie est passée par plusieurs étapes de développement au cours de son histoire ; il n'existe donc pas de claire acception consensuelle du terme de "Constitution historique" ». Problème juridique aussi « si le paragraphe sur la Constitution de 1949 est pris au sens technique strict », ce qui « pourrait faire perdre leur base légale à toutes les normes Étatiques promulguées sous l'ancienne Constitution, et les frapper elles aussi de nullité. Cette affirmation pourrait en outre être mise à profit pour rejeter la riche jurisprudence de la Cour constitutionnelle hongroise, elle aussi fondée sur cette constitution "nulle et non avenue", alors qu'elle a considérablement aidé la Hongrie à devenir un État démocratique attaché à la primauté du droit. Même des institutions constitutionnelles comme le Parlement perdraient leur légitimité et devraient être considérées comme privées d'existence juridique. On aurait alors une situation juridiquement paradoxale, car un Parlement illégitime, voire dépourvu d'existence, ne saurait adopter une nouvelle constitution. » Paragraphe qui est d'ailleurs contredit par la déclaration sur l'autodétermination retrouvée en 1990 et la disposition finale fondant « l'adoption de la Loi fondamentale sur les dispositions de la Constitution actuelle ». La Commission indique que, lors de sa visite à Budapest en mai 2011, les autorités hongroises lui ont indiqué « que la déclaration de nullité de la Constitution de 1949 devait être comprise comme ayant simplement valeur politique, ce dont elle a pris bonne note ». Elle « juge toutefois regrettable qu'une déclaration aussi importante et une contradiction interne malheureuse demeurent dans le Préambule, sans égard pour leurs implications juridiques et politiques potentielles ».
Autre inquiétude de la Commission à propos de « des formulations et des éléments extraterritoriaux propres à susciter du ressentiment » dans les pays voisins, impliquant une « conception très large de la notion de nation hongroise et des responsabilités de la Hongrie » et pouvant « peser sur les relations avec d'autres pays et être à l'origine de tensions interethniques ». Les formulations sur les minorités ethniques semblent impliquer qu'elles « ne font pas partie de la population dont émane la Constitution. Or une constitution doit procéder de la volonté de l'ensemble des citoyens du pays, et ne pas refléter seulement celle du groupe ethnique dominant. C'est pourquoi le langage utilisé aurait pu et dû être plus inclusif ».

### Introduction
Elle résume les principes sur lesquels s'appuie la Loi fondamentale. Elle est divisée en 20 articles listés alphabétiquement de A à T. Les sous-titres des articles ne sont pas dans le texte original.
- Article A : nom. La mention"NOTRE PATRIE s'appelle la Hongrie" remplace le premier article de la constitution précédente qui disait: "La Hongrie est une république". Les mentions officielles à partir de 2012 ne devraient donc plus être "Magyar Köztársaság" (République de Hongrie) mais "Magyarország" (Hongrie).
- Article B : régime. La Hongrie est un "État de droit indépendant, démocratique", sa "forme d'État" est "une république", la "source de la souveraineté est le peuple" qui "exerce son pouvoir par le moyen de représentants élus".
- Article C : exercice du pouvoir. L'article énonce "le principe de la séparation des pouvoirs", le fait que l'on ne peut "prendre ou exercer violemment le pouvoir" ou "le détenir exclusivement", que les "organes étatiques sont seuls habilités à appliquer la contrainte".
- Article D : Hongrois de l'étranger (principalement en Roumanie, Slovaquie, Serbie). "La Hongrie, ne quittant pas du regard la cohésion de la nation hongroise unie, est responsable du sort des Hongrois vivant hors de ses frontières, elle encourage la conservation et le développement de leurs communautés, elle appuie leurs efforts visant à la conservation de leur hongarité, la réalisation de leurs droits individuels et collectifs, la création de leurs collectivités communautaires, leur bien-être sur leur terre natale, tout comme elle promeut leur entente entre elles et avec la Hongrie."

La Commission de Venise a estimé dans son "Avis" que "la formulation relativement générale et imprécise" de cet article était "propre à susciter des inquiétudes" et a jugé "particulièrement malheureuse l'utilisation du terme "responsabilité" dans ce contexte, car il pourrait être interprété comme autorisant les autorités hongroises à prendre des décisions et des mesures à l'étranger en faveur de personnes d'origine hongroise citoyennes d'un autre pays", ce qui "ferait apparaître des conflits de compétences entre les autorités hongroises et celles des pays concernés". Elle a rappelé aux autorités hongroises qu'il ne leur appartenait pas "de décider si les Hongrois vivant dans d'autres Etats jouiront de droits collectifs ou seront habilités à créer leurs propres organes autonomes". Lors de sa visite à Budapest, les autorités hongroises lui auraient "formellement confirmé" qu'il fallait interpréter cet article comme "l'expression d'une volonté de coopérer avec les Etats concernés pour soutenir et assister les Hongrois vivant à l'étranger dans leurs efforts de préservation et de développement de leur identité" et non pas comme "la base de décisions applicables hors du territoire national".
- Article E : Union Européenne. La Hongrie "en vue de rendre effectifs la liberté, le bien-être et la sécurité des peuples européens, participe à la création de l'unité européenne" et "peut exercer ses compétences propres résultant de la Loi fondamentale en commun avec les autres États-membres par le moyen des institutions de l'Union Européenne". Tout traité concernant sa participation à l'UE doit être adopté par au moins les deux tiers des députés.
- Article F : organisation territoriale. La capitale est Budapest, il y a des comitats, des villes (où peuvent être créés des arrondissements) et des communes. Le changement de l'appellation des comitats qui auraient repris leur forme ancienne: "vármegye" au lieu de "megye" (simplification de l'époque communiste, le mot "vár" voulant dire "château"), prévu dans la version déposée à l'Assemblée, a été finalement abandonné.
- Article G : citoyenneté. "Par sa naissance, l'enfant d'un citoyen hongrois est citoyen hongrois." Des lois organiques préciseront "les autres cas de reconnaissance ou d'acquisition de la citoyenneté hongroise" et "les règles détaillées concernant la citoyenneté". "Nul ne peut être privé de sa citoyenneté hongroise".
- Article H : langue. Il précise que "en Hongrie, la langue officielle est le hongrois", que la Hongrie "défend la langue hongroise, respecte la langue des nationalités et groupes ethniques du pays, ainsi que des autres nations" et qu'elle "défend la langue des signes hongroise comme part de la culture hongroise".
- Article I : symboles nationaux. Ils ne changent pas: doubles armoiries de la Hongrie royale réadoptées en 1990, drapeau rouge-blanc-vert, "Himnusz" de Ferenc Kölcsey et Ferenc Erkel mais pour les armoiries et le drapeau, "les autres formes conçues au cours de l'Histoire" sont autorisées. Une loi organique en précisera l'usage. Le sens des trois couleurs du drapeau est précisé: "la couleur rouge symbolisant la force, la couleur blanche la fidélité, la couleur verte l'espoir".
- Article J : fêtes nationales. Elles n'étaient pas mentionnées dans la constitution précédente : le 15 mars "en mémoire de la révolution et de la lutte pour l'indépendance des années 1848-49", le 20 août "en mémoire de la fondation de l'État et du roi Saint Etienne, fondateur de l'État" et le 23 octobre "en mémoire de la révolution et de la lutte pour l'indépendance de l'année 1956". Le 20 août occupe désormais le premier rang puisque c'est la seule "fête nationale officielle".
- Article K : monnaie. "La monnaie officielle de la Hongrie est le forint." Cet article ne figurait pas dans la version déposée à l'Assemblée. Il est symptomatique du souhait du gouvernement Orbán de reculer le plus possible l'entrée de la Hongrie dans l'euro.
- Article L : famille. "La Hongrie défend l'institution du mariage comme communauté de vie entre un homme et une femme, fondée sur la base d'une décision volontaire, ainsi que la famille comme base pour sauvegarder la nation." La constitution précédente se contentait d'écrire: "La République de Hongrie protège les institutions du mariage et de la famille." Il précise aussi que la Hongrie "appuie le choix d'avoir des enfants" et qu'une loi organique viendra réglementer "la protection des familles".

La Commission de Venise a rappelé à ce propos dans son "Avis" l'arrêt de la Cour européenne des droits de l'homme qui estimait qu'il n'existait pas en 2010 "de consensus européen sur la question du mariage homosexuel" mais que se faisait jour "un consensus européen tendant à la reconnaissance juridique des couples homosexuels" et que cette évolution s'était en outre produite "avec rapidité au cours de la décennie écoulée". La Commission concluait: "la définition du mariage relève de la compétence de l'Etat hongrois et de son législateur constitutionnel, et ne semble pas interdire l'union entre des personnes de même sexe (même si une union de ce type ne bénéficie pas de la protection accordée à l'institution du mariage)". Et observait "que le partenariat civil officialisé entre personnes de même sexe reçoit une protection juridique en Hongrie depuis 2009 (moyennant toutefois certaines restrictions)".
- Article M : économie. Elle "est basée sur le travail créateur de valeur et la liberté d'entreprise". La Hongrie "garantit des conditions de concurrence économique honnêtes, la Hongrie agit contre les abus de position dominante et défend les droits des consommateurs".
- Article N : budget. Il "fait prévaloir le principe de la gestion budgétaire équilibrée, transparente et soutenable" dont la responsabilité échoit à l'Assemblée nationale et au gouvernement et que "la Cour constitutionnelle, les tribunaux, les municipalités locales et les autres entités d'État" sont tenues de respecter.

La Commission de Venise n'a pas apprécié cet article qui "semble faire primer la gestion budgétaire dans la mise en balance des intérêts, en cas d'atteinte à des droits fondamentaux". Elle estime que "les considérations financières peuvent avoir leur importance dans l'interprétation ou l'application des normes, mais qu'elles ne sauraient l'emporter sur les barrières et garanties constitutionnelles. Elles ne doivent en aucun cas restreindre la Cour dans l'exercice de sa responsabilité d'examen d'un acte de l'Etat, ni l'empêcher d'annuler ce dernier s'il viole la Constitution".
- Article O : responsabilité. Il énonce que "chacun est responsable de soi-même, chacun est tenu selon ses capacités et ses possibilités de contribuer à l'exercice des missions étatiques et collectives."

Selon la Commission de Venise, cet article "manque de clarté, est trop large et pourrait se révéler d'application difficile. On ne voit pas clairement, en particulier, ce que serait cette contribution obligatoire de "chacun", ni qui décide de sa nature ou du sens à donner à "chacun". On peut aussi se demander si cette obligation peut être étendue à des non-ressortissants, et avec quels effets si tel est le cas."
- Article P : environnement et culture. "Les ressources naturelles, particulièrement la terre arable, les forêts et les nappes phréatiques, la biodiversité, particulièrement les espèces végétales et animales de notre pays, ainsi que les valeurs culturelles, représentent l'héritage commun de la nation dont la protection et la sauvegarde pour les générations futures s'impose à l'État et à chacun."
- Article Q : relations internationales. La Hongrie "s'efforce de s'entendre avec tous les peuples et pays du monde", "garantit la concordance du droit international et du droit hongrois", "accepte les règles généralement reconnues du droit international".
- Article R : rôle de la Loi fondamentale. La Loi fondamentale "est le fondement du système légal de la Hongrie", s'impose "à chacun" (avec les "règles de droit"), et ses dispositions "doivent être interprétées en vue de leur concordance avec la Profession de foi nationale qui y est incluse et avec les acquis de notre constitution historique", référence aux anciennes lois hongroises qui ont servi de socle constitutionnel jusqu'au régime Horty.
- Article S : modification de la Loi fondamentale. Elle ne peut être amendée ou changée que sur proposition du président de la République, du gouvernement, d'une commission ou d'un député de l'Assemblée nationale et par le vote des deux tiers des députés de l'Assemblée nationale, cet amendement ou cette nouvelle Loi fondamentale devant être signé par le président de la République "dans les cinq jours à compter de sa réception".
- Article T : règles de droit et lois organiques. L'article définit ces notions, la "règle de droit" ("jogszabály") étant toute loi ("törvény") et décret ("rendelet") issus des entités publiques (gouvernement, Premier ministre, ministres, président de la Banque nationale, organes réglementaires indépendants et municipalités), et la "loi organique" ("sarkalatos törvény") une loi votée par les deux tiers des députés présents de l'Assemblée nationale.

### Liberté et responsabilité
C'est la "déclaration des droits et des devoirs" divisée en 31 articles numérotés de I à XXXI. Les sous-titres des articles ne sont pas dans le texte original.
- Article I: droits fondamentaux. La défense des"droits fondamentaux inviolables et inaliénables" de l'être humain est le "devoir prioritaire de l'État". Ces droits fondamentaux sont "individuels et collectifs", ils concernent aussi les "sujets de droit" et peuvent être restreints (mais en respectant leur "contenu essentiel") "que ce soit en vue de la confirmation d'un autre droit fondamental ou de la défense de l'une des valeurs constitutionnelles, dans la mesure où c'est absolument nécessaire et proportionnellement avec le but souhaité".
- Article II: dignité. "La dignité humaine est inviolable. Tout être humain a droit à la vie et à la dignité humaine, il convient de défendre la vie de l'embryon depuis la conception." Cet article devrait provoquer un changement de la législation très libérale sur l'avortement.

Pour la Commission de Venise, la mention sur la protection du fœtus "pourrait dans certaines conditions être incompatible avec l'article 8 de la CEDH. La législation sur l'interruption de grossesse touche en effet à la vie privée de la femme, étroitement liée à chaque grossesse au fœtus en développement." Elle espère que cet article "ne saurait signifier que la vie de l'enfant à naître possède une valeur supérieure à celle de sa mère, ni que l'État hongrois doive pénaliser l'avortement. Il est indispensable d'arbitrer entre les libertés et les droits multiples et parfois contradictoires de la mère et de l'enfant à naître." Elle regrette par ailleurs "que l'abolition totale de la peine de mort ne figure explicitement ni à l'article II, ni dans aucun autre article de la Constitution", alors que la Hongrie a ratifié le protocole 13 de la Convention européenne des droits de l'homme qui l'abolit en toutes circonstances. 
- Article III: atteintes à la dignité. Cet article interdit à la fois la torture, tout traitement ou châtiment "inhumain ou humiliant", la "servitude", le "commerce des êtres humains", les expériences médicales ou scientifiques sur un être humain "sans son libre consentement en toute connaissance de cause", "les pratiques visant à l'amélioration de l'espèce humaine, l'utilisation à but commercial du corps humain et de ses parties, ainsi que le clônage humain".
- Article IV: liberté et privation de liberté. Après avoir mentionné le "droit à la liberté et à la sécurité personnelle" et l'impossibilité d'être privé de sa "liberté autrement que par des motifs déterminés par la loi et sur la base de procédures déterminées par la loi", cet article innove en parlant de "perte effective de liberté à vie" (la version initiale parlait de "privation définitive de liberté") qui ne peut intervenir que "lorsqu'on a commis un acte punissable délibéré et violent". À l'issue de leur garde à vue, les suspects doivent être soit libérés soit présentés à un tribunal qui décide sans délai de leur remise en liberté ou de leur détention "par une décision accompagnée d'une motivation écrite". "La personne dont la liberté a été limitée sans motif ou en violation de la loi a droit à une indemnisation pour le dommage subi."

Pour la Commission de Venise, "En admettant l'emprisonnement à vie sans possibilité de libération conditionnelle", cet article "ne se conforme pas aux normes européennes en matière de droits de l'homme s'il faut vraiment le comprendre comme excluant toute possibilité de réduction de facto ou de jure d'une peine d'emprisonnement à vie". Elle estime qu'il "n'est compatible avec l'article 3 de la CEDH que dans certaines conditions", celles précisées par la Cour européenne des droits de l'homme dans un arrêt de 2008 et qui énoncent que toute peine perpétuelle soit de jure et de facto compressible.
- Article V: protection personnelle. "Chacun a droit, selon ce qui est déterminé par la loi, à être protégé des attaques illicites dirigées contre sa personne ainsi que ses biens ou les menaçant directement."
- Article VI: données privées et publiques. Cet article précise que chacun "a droit au respect de sa vie privée et familiale, de son foyer, de ses relations et de sa réputation", "à la protection de ses données personnelles, à l'accès aux données d'intérêt public et à leur diffusion" et qu'une autorité indépendante contrôlera le bon exercice de ces droits.
- Article VII: religions. Cet article précise que "chacun a droit à la liberté de pensée, de conscience et de religion", que "l'État et les églises fonctionnent séparément", que "les églises sont indépendantes" et que "l'État s'entend avec les églises pour résoudre les questions collectives" avant d'indiquer qu'une loi organique déterminera "les règles détaillées concernant les églises".
- Article VIII: droit de réunion et d'association. Sont garantis les droits "de s'assembler pacifiquement", "de créer des organisations" et "d'adhérer à des organisations", de fonder des partis (qui "ne peuvent exercer directement la puissance publique") ou des syndicats. Une loi organique déterminera "les règles détaillées de fonctionnement et de gestion des partis".
- Article IX: liberté d'expression. Cet article affirme que "chacun a le droit d'exprimer librement son opinion" et que "la Hongrie reconnait et défend la liberté et la diversité de la presse", "garantit les conditions de libre information nécessaires à la formation d'une opinion publique démocratique" mais qu'une loi organique déterminera "les règles détaillées concernant la liberté de la presse, ainsi que l'organisme veillant au contrôle des services de médias, des produits de la presse et du marché de l'information", allusion à l'Autorité des Médias mise en place par le gouvernement Orbán.

La Commission de Venise "trouve problématique que la liberté de la presse ne soit pas érigée en droit de l'individu, mais en obligation de l'État. Cette liberté semble alors dépendre de la bonne volonté de ce dernier et de son désir de s'acquitter de ses obligations". C'est selon elle d'autant plus préoccupant qu'il est prévu qu'une loi organique définira "les règles détaillées relatives à la liberté de la presse et à sa surveillance, sans même en circonscrire les buts, le contenu et les limites. Une fois promulgué, ce texte ne pourra pratiquement plus être modifié à la majorité (simple)".
- Article X: sciences, art et éducation. Sont défendues "la liberté de la recherche scientifique et de la création artistique", la liberté d'instruction "en vue de l'acquisition d'une connaissance du plus haut niveau possible", la liberté d'enseignement, les scientifiques étant "exclusivement habilités à valider les recherches scientifiques", et pas l'État qui se contente de soutenir l'Académie hongroise des Sciences et l'Académie des Beaux-Arts Hongroise. L'Académie hongroise des Sciences est la grande académie hongroise généraliste fondée au XIXe siècle par István Széchenyi, l'Académie des Beaux-Arts Hongroise est une association récente d'artistes et d'intellectuels proches du FIDESZ et dirigée par l'architecte Imre Makovecz. "Les institutions universitaires sont indépendantes en ce qui concerne le contenu de leurs recherches et de leur enseignement, leurs méthodes, la loi réglemente leur organisation et leur gestion."
- Article XI: culture et enseignement. Il est précisé que "tout citoyen hongrois a droit à la culture" et que ce droit est garanti "par le développement de la culture publique et par sa généralisation, par l'enseignement élémentaire gratuit et obligatoire, l'enseignement secondaire gratuit et accessible à tous, ainsi que par l'enseignement supérieur accessible à tous sur la base des capacités".
- Article XII: travail. S'il réaffirme le libre choix du travail et la libre création d'entreprise, cet article indique aussi que "chacun est tenu de contribuer à la croissance de la communauté par son travail dans la mesure de ses capacités et possibilités." Peut-être une référence à la pratique du "közmunka" (travail d'intérêt général) que le gouvernement de Viktor Orbán souhaite particulièrement développer.
- Article XIII: propriété. L'article affirme le "droit à la propriété et à l'héritage" mais "la propriété entraine une responsabilité envers la société". L'expropriation doit rester exceptionnelle.
- Article XIV: expulsion et droit d'asile. Les Hongrois ne peuvent être expulsés de Hongrie, les étrangers ne peuvent être expulsés vers un État où un danger les menace ("L'expulsion collective est interdite"). S'ils y "sont persécutés ou ont des motifs établis de craindre d'être persécutés", ils peuvent demander le droit d'asile à la Hongrie.
- Article XV: égalité. "Tous sont égaux devant la loi", les droits fondamentaux sont garantis sans distinction "de race, de couleur, de sexe, de handicap, de langue, de religion, d'opinions politiques ou autres, d'origine nationale ou sociale, de différenciation liée à la richesse, la naissance ou encore à une autre situation." "La Hongrie aide à la réalisation de l'égalité des chances par des dispositions particulières" et "protège par des dispositions particulières les enfants, les femmes, les personnes âgées et ceux qui vivent avec un handicap".

La Commission de Venise note que cet article "ne dit rien de l'interdiction de la discrimination fondée sur l'orientation sexuelle" mais que cette omission est "commune à la majorité des constitutions européennes". Elle rappelle toutefois que "divers instruments internationaux" prévoient une protection contre cette discrimination et que la jurisprudence en la matière de la Cour européenne des droits de l'homme précise que si les États ont une certaine marge pour justifier des différences de traitement en matière économique et sociale, cette marge "est étroite" lorsqu'il s'agit de discrimination fondée sur l'orientation sexuelle. Or, cet article étant formulé "de matière ouverte", cela "pourrait donner l'impression que la discrimination fondée sur ce critère ne serait pas répréhensible".
- Article XVI: droits des enfants et des parents. Les premiers ont droit "à la protection et aux soins convenables et nécessaires", les seconds choisissent "comment leurs enfants seront éduqués", "sont tenus de s'occuper de leurs enfants mineurs" mais plus tard, "les enfants majeurs sont tenus de s'occuper de leurs parents dans le besoin".
- Article XVII: relations entre employés et employeurs. Ils "collaborent les uns avec les autres" mais doivent veiller "à la garantie de l'emploi, la susténabilité de l'économie nationale et d'autres objectifs publics". Les employés et les employeurs et leurs organisations ont le droit "de mener les uns avec les autres des négociations, de conclure sur cette base des accords collectifs, d'agir collectivement ou de cesser le travail pour défendre leurs intérêts". Ils ont aussi droit "à des conditions de travail respectant leur santé, leur sécurité et leur dignité", "à un temps de repos quotidien et hebdomadaire, ainsi qu'à un congé payé annuel".
- Article XVIII: travail des mineurs. "L'emploi d'enfants – sauf dans les cas déterminés par la loi où leur développement physique, intellectuel et moral n'est pas en danger – est interdit."
- Article XIX: sécurité sociale. "La Hongrie s'efforce d'offrir à tous ses citoyens la sécurité sociale. En cas de maternité, de maladie, d'invalidité, de veuvage, de perte des parents et de chômage survenant sans qu'il y ait de sa faute, tout citoyen hongrois a droit à un soutien déterminé par la loi." Pour ce faire, "La Hongrie réalise la sécurité sociale" mais "la loi peut établir le caractère et le niveau des dispositions sociales conformément à l'utilité publique de l'activité des personnes prétendant à ces dispositions sociales". La Hongrie favorise aussi "la sécurité des conditions d'existence des personnes âgées en maintenant un système de retraite d'État unifié fondé sur la solidarité sociale", allusion à la nationalisation fin 2010 des caisses de retraite privées.
- Article XX: santé. Chacun ayant "droit à la santé physique et mentale", la Hongrie le rend possible "par une agriculture exempte d'organismes génétiquement modifiés, la garantie d'accès à une alimentation saine et à l'eau potable, l'organisation de la sécurité du travail et des soins sanitaires, le soutien à la pratique sportive et à la culture physique régulière, ainsi que la garantie de protection de l'environnement".
- Article XXI: environnement. La Hongrie "reconnait et rend effectif le droit de chacun à un environnement sain", quiconque l'endommage est obligé "de le remettre en état ou de supporter les frais de sa remise en état". "Il est interdit d'introduire sur le territoire de la Hongrie des déchets polluants à des fins de dépôt."
- Article XXII: logement et services publics. "La Hongrie s'efforce de garantir à chacun des conditions de logement humainement dignes et l'accès aux services publics."
- Article XXIII: élections. Les citoyens hongrois ont "le droit de voter et d'être candidat" aux élections législatives, locales et européennes. Les citoyens d'autres états de l'UE ont le même droit mais uniquement aux élections locales et européennes. Les réfugiés, immigrés ou résidents étrangers peuvent voter à ces mêmes élections mais pas être candidats. Allusion à l'octroi depuis 2010 de la citoyenneté hongroise aux membres des minorités hongroises des pays voisins:  "une loi organique peut lier le droit de vote ou son intégralité à la résidence en Hongrie". Ne disposent pas du droit de vote les personnes qui en ont été privées par un tribunal parce qu'elles ont "commis un acte punissable" ou parce que leurs "facultés de compréhension sont limitées". Le projet de donner des votes supplémentaires aux mères de famille, figurant dans le projet initial déposé à l'Assemblée, a finalement été abandonné.

La Commission de Venise "estime que la jurisprudence de la Cour européenne des droits de l'homme relative à l'article 3 du protocole n° 1 sera très utile à l'avenir dans l'interprétation et l'application de cette disposition", c'est-à-dire quant au fait qu'il est interdit de priver un détenu de son droit de vote si cela n'est pas spécifiquement en relation avec sa condamnation.
- Article XXIV: responsabilités des autorités. Elles doivent traiter les affaires des particuliers "sans parti pris", "de manière respectueuse et dans des délais raisonnables" et doivent "motiver leurs décisions". Les particuliers ont aussi droit à ce que l'État les indemnise d'un dommage "causé illégalement lors de l'accomplissement de leurs missions par les autorités".
- Article XXV: adresses aux autorités. "Chacun a le droit, seul ou avec d'autres, d'adresser une demande, une plainte ou une proposition écrites à toute entité exerçant la puissance publique."
- Article XXVI: progrès technique. L'État "s'efforce d'utiliser les nouvelles solutions techniques et les acquis de la science".
- Article XXVII: liberté de circulation. "Toute personne qui séjourne légalement sur le territoire de la Hongrie a le droit de se déplacer librement et de choisir librement son lieu de séjour." Tout hongrois bénéfice "de la protection de la Hongrie" à l'étranger.
- Article XXVIII: justice. Les tribunaux doivent indépendants et impartiaux, juger "en audience solennelle et publique et dans des délais raisonnables". La présomption d'innocence et les droits de la défense doivent être respectés, nul ne peut être condamné pour des faits non punissables au moment où il les a commis (sauf s'ils l'étaient "selon les règles généralement reconnues du droit international"), chacun "a le droit de déposer un recours contre une décision judiciaire, administrative ou d'une autre autorité qui remet en cause ses droits ou ses intérêts légaux".
- Article XXIX: minorités nationales. "Les nationalités vivant en Hongrie sont des éléments constitutifs de l'État", elles "ont le droit d'employer leur langue maternelle, de porter des noms individuels et communautaires en leur propre langue, de protéger leur propre culture et d'être enseignés dans leur langue maternelle". Elles peuvent aussi "créer des collectivités locales et nationales". Les Hongrois en faisant partie peuvent choisir et conserver librement leur "identité personnelle".

La Commission de Venise note la différence entre ce que disait la constitution précédente (qui imposait "à l'État d'encourager le développement des cultures des minorités nationales et ethniques, l'utilisation de leurs langues respectives, l'enseignement dans leur langue maternelle et l'utilisation de leur nom dans leur propre langue") et le ton très restrictif de cet article qui ne parle que de respecter les "droits des citoyens appartenant à des minorités nationales, sans définir d'obligations positives de l'État à cet égard". Elle espère que le concept plus large proclamé dans le préambule prévaudra et que les autorités hongroises feront en sorte "que cette approche ne se traduise pas dans la pratique par une réduction de la protection assurée jusque-là aux minorités en Hongrie".
- Article XXX: impôts. Chacun "contribue, conformément à ses capacités à les prendre en charge tout autant qu'à sa participation à l'économie, à la couverture des besoins communs". Le niveau de contribution doit tenir compte "des dépenses nécessaires pour élever les enfants".
- Article XXXI: défense et protection civile. "Tout citoyen hongrois est tenu de défendre la patrie." Hors période normale où la Hongrie "entretient un système de réserve de défense nationale volontaire", un service militaire peut être imposé aux "hommes majeurs de citoyenneté hongroise, ayant leur résidence en Hongrie" (mais "si l'accomplissement d'un service armé est incompatible avec une conviction de conscience sur les obligations militaires, un service non armé est accompli") et un "travail obligatoire de défense nationale" aux "citoyens hongrois majeurs ayant leur résidence en Hongrie" pendant les périodes d'état d'exception. "En vue d'assurer des missions de défense nationale et de défense contre les catastrophes", ces mêmes citoyens majeurs peuvent avoir à accomplir une "obligation de protection civile" et "chacun" "peut être obligé d'accomplir un service économique et matériel".

La Commission de Venise note que le "service non armé" devra "s'accomplir en dehors de l'armée si l'on veut éviter tout conflit potentiel avec l'article 9 de la CEDH" sur la liberté de pensée, de conscience et de religion. Quant au service "matériel" obligatoire, elle prévient qu'il relève de l'article 1 du protocole n°1 de la CEDH sur le droit de chacun au respect de ses biens et qu'il faudra, comme pour les impôts, bien vérifier que ce n'est justifiable que "tant qu'il y a mise en balance entre le droit au respect de la propriété et l'intérêt public en jeu".
Pour l'ensemble de ce chapitre, la Commission de Venise estime que, s'il "reprend en partie la structure de la Charte des droits fondamentaux de l'UE", celle-ci "est centrée sur l'individu et sa dignité" alors que "la Constitution met en plusieurs endroits l'accent sur les responsabilités et les obligations du citoyen, ce qui semble dénoter un glissement des obligations de l'État à l'égard du citoyen vers celles du citoyen envers la communauté". Elle s'inquiète des "nombreux termes vagues" utilisés et du recours prévu à des lois spéciales pour fixer les règles relatives aux droits et devoirs fondamentaux, ce qui "fait craindre que des lois spéciales ne viennent rogner sur les dispositions de la Constitution relatives à la liberté et à la responsabilité".

### L'État
Cette partie détaille les rapports des institutions publiques entre elles. Les sous-titres des articles sont ceux qui figuraient dans la version initiale déposée à l'Assemblée mais qui ont été retirés ensuite. Pour l'ensemble de ce chapitre, la Commission de Venise "s'inquiète de ce que la nouvelle Constitution affaiblit les pouvoirs de la majorité parlementaire, ainsi que le rôle de la Cour constitutionnelle dans le système d'équilibrage des pouvoirs".

#### L'Assemblée nationale

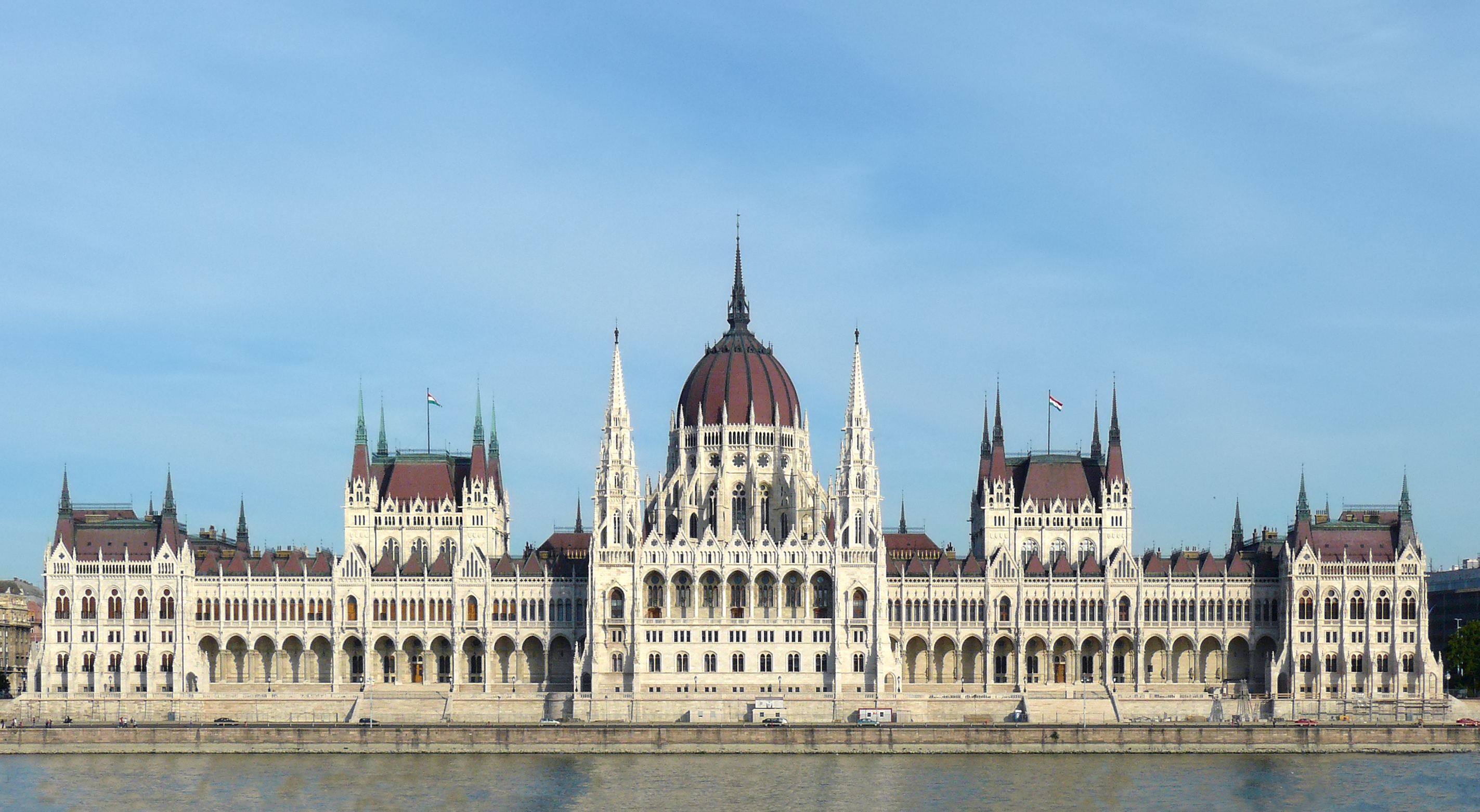
Le Parlement hongrois sur les rives du Danube à Budapest

- Article 1: les missions et les compétences de l'Assemblée nationale. "principal organe de représentation populaire", elle vote et amende la Loi fondamentale, les lois, le "budget central", autorise les traités.  Elle élit le président de la République, la Cour constitutionnelle, le président de la Curie, le Procureur général, le Commissaire aux droits fondamentaux et le président de la Cour des Comptes d'État. Elle élit surtout le Premier ministre et vote la confiance au gouvernement. Elle peut encore dissoudre les conseils municipaux, déclarer l'état de guerre et conclure la paix, décider des "états de droit particuliers" (état d'urgence, d'exception...), des opérations militaires et prononcer des amnisties.
- Article 2: l'élection des députés de l'Assemblée nationale. Les députés sont élus lors d'un scrutin "direct et secret, fondé sur un droit de vote général et individuel" qui a lieu "au mois d'avril ou mai de la quatrième année suivant l'élection de la précédente Assemblée nationale" (sauf en cas d'autodissolution ou de dissolution).
- Article 3: le début et la fin du mandat de l'Assemblée nationale. "Dans les trente jours suivant l'élection", le président de la République convoque la séance constitutive marquant le début du mandat de l'Assemblée. Ce mandat peut prendre fin de manière anticipée lorsque l'Assemblée déclare son "autodissolution" ou lorsque le président la dissout. Il peut le faire si l'Assemblée n'élit pas après 40 jours le candidat au poste de Premier ministre choisi par le président de la République ou si elle "n'adopte pas le budget central concernant l'année en cours avant le 31 mars". Avant de la dissoudre, il doit consulter le Premier ministre, le président de l'Assemblée nationale et les dirigeants des groupes parlementaires. Les nouvelles élections doivent avoir lieu dans les 90 jours à compter de l'autodissolution ou de la dissolution.
- Article 4: le statut juridique des députés de l'Assemblée nationale. Ils "jouissent du droit d'immunité et d'une rétribution garantissant leur indépendance" mais un député peut être démis par un vote aux deux tiers des voix pour un cas d'incompatibilité (à définir par une loi organique), "si les conditions nécessaires à son élection ne sont plus en vigueur" ou "s'il n'a pas pris part pendant une année aux travaux de l'Assemblée nationale".
- Article 5: le fonctionnement de l'Assemblée nationale. Les séances sont publiques mais une séance à huis clos peut être décidée, sur demande du gouvernement ou d'un député, aux deux tiers des voix. Les députés élisent parmi eux "un président, des vice-présidents et des secrétaires". Ils désignent aussi des commissions permanentes et peuvent créer des groupes. L'Assemblée, qui "n'est en mesure de prendre des décisions que lorsque plus de la moitié des députés sont présents en séance", prend ses décisions à la majorité simple, hors les nombreux cas précisés par la Loi fondamentale. Elle vote son règlement aux deux tiers des voix des députés présents.
- Article 6: processus législatif. "Peuvent prendre l'initiative d'une loi le président de la République, le gouvernement, une commission de l'Assemblée nationale ou un député de l'Assemblée nationale." La loi adoptée, l'Assemblée peut l'envoyer "pour examen de sa conformité avec la Loi fondamentale" à la Cour constitutionnelle (sur motion présentée par l'initiateur de la loi, le gouvernement ou le président de l'Assemblée nationale). Si ce n'est pas le cas, la loi doit être signée par le président de l'Assemblée nationale dans les 5 jours et envoyée au président de la République qui doit à son tour la signer dans les 5 jours et la faire promulguer. Mais si le président de la République "considère qu'une loi ou l'une de ses dispositions sont contraires à la Loi fondamentale", il peut lui aussi l'envoyer pour examen à la Cour constitutionnelle. S'il est simplement "en désaccord avec une loi ou quelqu'une de ses dispositions", il peut renvoyer la loi à l'Assemblée "avec communication de ses observations pour une réflexion supplémentaire". L'Assemblée doit alors débattre une nouvelle fois de cette loi et la voter. Si elle est saisie, la Cour constitutionnelle doit se prononcer dans les 30 jours et si elle déclare la loi non-conforme, celle-ci est de nouveau débattue à l'Assemblée "en vue de faire cesser sa non-conformité à la Loi fondamentale".
- Article 7: les outils de contrôle parlementaire. Les députés peuvent questionner le Commissaire des Droits fondamentaux, le président de la Cour des Comptes d'État, le Procureur principal et le président de la Banque Nationale Hongroise. Ils peuvent interpeller ou questionner le gouvernement ou un de ses membres.

#### Le référendum national
- Article 8. L'Assemblée nationale est tenue d'organiser un référendum national sur demande de 200 000 électeurs. Elle « peut l'organiser » sur demande du président de la République, du gouvernement ou de 100 000 électeurs. Si le résultat est valide et positif, il s'impose à elle. « C'est une question concernant les compétences et les missions de l'Assemblée nationale qui peut être l'objet d'un référendum national », mais pas si cette question entraine une modification de la Loi fondamentale, si c'est une question budgétaire, fiscale, électorale, « sur les obligations générées par un traité international » ou une question plus exceptionnelle (autodissolution et dissolution de l'Assemblée, état de guerre, d'exception, d'urgence, opérations militaires, grâce publique...).

#### Le président de la République

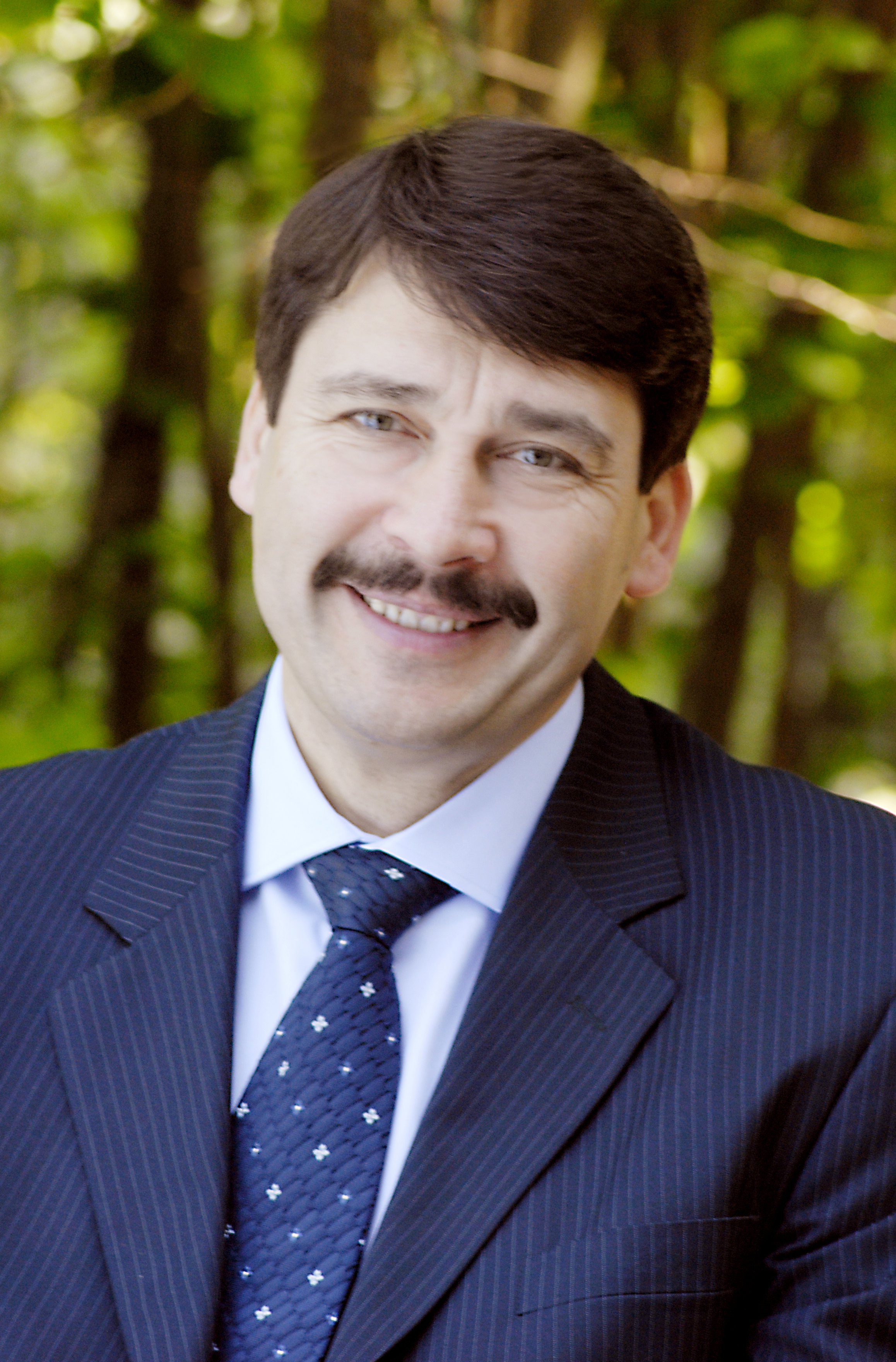
János Áder, président de la République de Hongrie de 2012 à 2022.

- Article 9: les compétences et les missions du président de la République. "Le chef d'État de la Hongrie est le président de la République qui exprime l'unité de la nation et veille au fonctionnement démocratique des institutions d'État." Il est "commandant en chef de l'Armée Hongroise". Il "représente la Hongrie", "peut participer aux séances de l'Assemblée nationale et y prendre la parole", "initier des lois", un référendum national. Il fixe la date des élections, participe aux "décisions concernant les états de droit particuliers" (état de guerre, d'exception, d'urgence...), convoque l'Assemblée après les élections, peut la dissoudre, peut aussi faire vérifier la conformité d'une loi par la Cour constitutionnelle. Il "propose les noms du Premier ministre, du président de la Curie, du Procureur principal et du Commissaire des Droits fondamentaux", nomme seul les juges et le président du Conseil budgétaire. Avec le "contreseing d'un membre du gouvernement", il nomme les ministres, le président de la Banque nationale, les dirigeants d'entités réglementaires indépendantes, les professeurs d'université, les généraux, mandate ambassadeurs et recteurs d'université, "décerne les décorations, récompenses et titres". Mais il peut refuser ces nominations "si les conditions réglementaires ne sont pas remplies ou s'il conclut pour une raison fondée qu'il en résulterait un grave trouble au fonctionnement démocratique des institutions d'État" ("si cela peut porter atteinte au système de valeurs de la Loi fondamentale" pour les décorations, récompenses et titres). Également avec l'accord du gouvernement, il "exerce le droit de grâce individuel", "décide des questions d'organisation du territoire" et "des affaires concernant l'acquisition et la privation de la citoyenneté".
- Articles 10 et 11: début du mandat du président de la République. L'article 10 précise que c'est l'Assemblée qui élit le président pour 5 ans, qu'il faut avoir 35 ans passés pour être élu et qu'on ne peut être réélu qu'une fois. L'article 11 détaille l'élection en elle-même: fixée par le président de l'Assemblée, elle doit avoir lieu entre 30 et 60 jours avant la fin du mandat du président en place, dans les 30 jours s'il n'est plus en place. Les candidatures doivent être "proposées par écrit par au moins un cinquième des députés". Le vote est secret, doit être achevé en 2 jours consécutifs au plus et le président élu est celui qui obtient deux tiers des voix au premier tour, le plus de voix au second tour (avec les deux candidats en tête au premier tour, plus s'il y a égalité). S'il y a égalité au second tour, un nouveau scrutin doit être organisé avec une nouvelle désignation de candidats.
- Article 12: le statut juridique du président de la République. "La personne du président de la République est inviolable", sa charge "est incompatible avec toute autre charge ou mandat d'État, social, économique et politique", il "ne peut occuper un autre emploi rémunéré et ne peut accepter - à l'exception d'une activité protégée par le droit d'auteur - une rétribution pour ses autres activités". Il peut être démis par un vote aux deux tiers des députés présents "s'il est incapable de s'acquitter de sa mission pendant une période dépassant quatre-vingt-dix jours", "si les conditions nécessaires à son élection ne sont plus réunies" ou si son incompatibilité est déclarée.
- Article 13: la mise en accusation du président de la République. Si "une procédure pénale contre le président de la République ne peut être initiée qu'après la fin de son mandat", un cinquième des députés peut toutefois pendant son mandat proposer une procédure de déchéance au cas où il violerait "délibérément la Loi fondamentale ou une quelconque autre loi en relation avec l'exercice de sa charge" ou aurait "commis des actes punissables délibérés". Les députés décident d'entamer une procédure de déchéance aux deux tiers des voix, le vote étant secret. Le président est alors suspendu jusqu'à la décision finale de la Cour constitutionnelle qui conduit la procédure de déchéance et "peut déchoir de sa charge le président de la République".
- Article 14: le remplacement du président de la République. C'est le président de l'Assemblée nationale qui "exerce les missions et compétences du président de la République" si celui-ci est empêché ou si son mandat a pris fin, "jusqu'à l'entrée en fonction du nouveau président de la République". L'"empêchement provisoire" du président de la République est constaté par l'Assemblée à l'initiative du président de la République lui-même, du gouvernement ou d'un député. Un "vice-président désigné par l'Assemblée nationale" remplace provisoirement le président de l'Assemblée nationale.

#### Le gouvernement

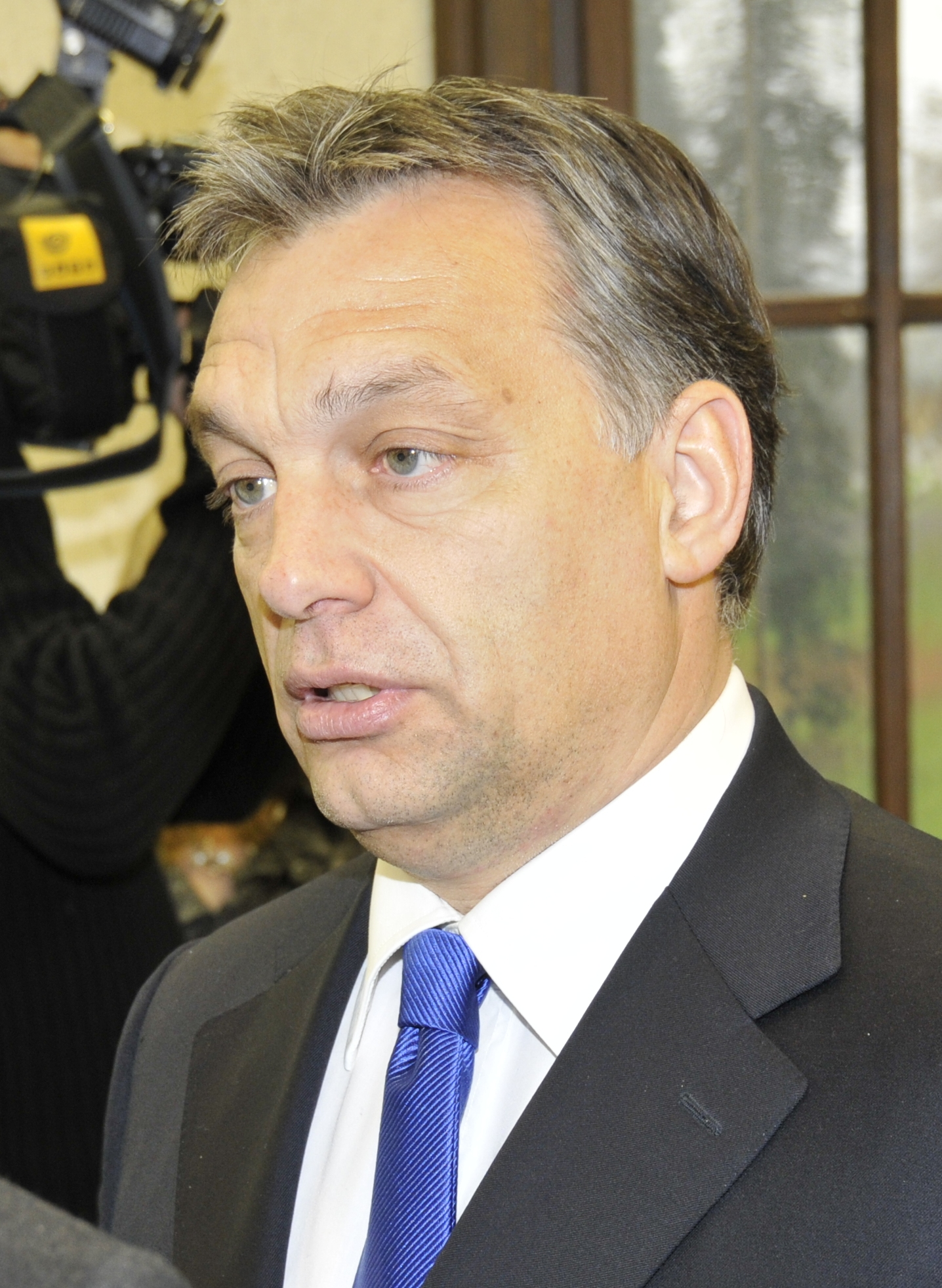
Viktor Orbán, Premier ministre hongrois depuis 2010

- Article 15: les missions et compétences du gouvernement. "Le gouvernement est l'organe général du pouvoir exécutif, ses missions et ses compétences s'étendent à tout ce que la Loi fondamentale ou une règle de droit ne rapporte pas expressément aux missions et compétences d'un autre organisme." Il "est responsable devant l'Assemblée nationale", "est le principal organe de l'administration", "peut créer des organes d'administration d'État". Il édicte des décrets "dans un domaine non réglementé par la loi" et qui "ne peuvent être contraires à la loi".
- Articles 16 et 17: l'organisation du gouvernement, le statut juridique de ses membres. L'article 16 précise que les "membres du gouvernement sont le Premier ministre et les ministres" et que le "Premier ministre désigne par décret parmi les ministres un ou plusieurs vice-premiers ministres". Le Premier ministre lui-même est élu par l'Assemblée nationale "sur proposition du président de la République" (dans les 15 jours suivant la fin du mandat du Premier ministre précédent) à la majorité des voix. Si l'Assemblée n'élit pas le candidat proposé par le président, celui-ci doit en proposer un nouveau dans les 15 jours qui suivent. Le président "nomme les ministres sur proposition du Premier ministre". "Les membres du gouvernement prêtent serment devant l'Assemblée nationale." L'article 17 précise que la "loi réglemente la liste des ministères", qu'il peut y avoir des ministres sans portefeuille et que les "organes gouvernementaux d'administration territoriale à compétence générale sont les préfectures de la capitale et des comitats". Le "statut juridique des responsables gouvernementaux" est réglementé par la loi.
- Article 18: les missions et les compétences des membres du gouvernement. Le "Premier ministre détermine la politique générale du gouvernement" et les "ministres dirigent de manière autonome dans le cadre de la politique générale du gouvernement les branches de l'administration d'État liées à leurs missions et les organismes qui leur sont soumis, tout en s'acquittant des missions déterminées par le gouvernement ou le Premier ministre". Tous les membres du gouvernement peuvent édicter des décrets "qui ne peuvent être contraires à la loi, aux décrets gouvernementaux et aux décrets du président de la Banque Nationale Hongroise". Ils "sont responsables de leur action devant l'Assemblée nationale, tout comme les ministres le sont devant le Premier ministre", "peuvent participer aux séances de l'Assemblée nationale et y prendre la parole", ainsi qu'être obligés à être présents lors d'une séance de l'Assemblée ou d'une commission de celle-ci.
- Article 19: la collaboration entre le gouvernement et l'Assemblée nationale au cours des délibérations de l'Union Européenne. "L'Assemblée nationale peut demander au gouvernement d'être informée de la position gouvernementale" lors d'une procédure auquel celui-ci participe dans les institutions de l'UE "et peut prendre position". Le gouvernement doit s'appuyer sur cette position.
- Articles 20 et 21: la fin du mandat du gouvernement et des membres du gouvernement. L'article 20 précise que le mandat du gouvernement et du Premier ministre prend fin avec la formation d'une nouvelle Assemblée nationale, si l'Assemblée nationale "exprime sa défiance vis-à-vis du Premier ministre et élit un nouveau Premier ministre" ou rejette la confiance demandée par le Premier ministre. Le Premier ministre peut être démis par un vote aux deux tiers des députés présents "si les conditions nécessaires à son élection ne sont plus réunies" ou si son incompatibilité est déclarée. Les ministres peuvent être révoqués. L'article 21 détaille les conditions des votes de défiance et de confiance. La motion de défiance doit être proposée par écrit par un cinquième des députés et accompagnée de la candidature d'un nouveau Premier ministre. Si l'Assemblée approuve la motion à la majorité, ce candidat devient le nouveau Premier ministre. Le vote de confiance est proposé lui par le Premier ministre qui peut aussi proposer que le "vote sur un projet de loi déposé par le gouvernement soit en même temps un vote de confiance". Dans tous les cas, l'Assemblée doit se prononcer entre 3 et 8 jours après le dépôt des motions.
- Article 22: le gouvernement intérimaire. "Depuis la fin de son mandat et jusqu'à la formation du nouveau gouvernement", le gouvernement fonctionne en tant que gouvernement intérimaire, ce qui l'empêche de signer des traités et d'édicter des décrets (hors cas prévus par la loi et "qui ne peuvent être différés"). Le Premier ministre intérimaire, lui, ne peut ni révoquer ni nommer de ministres, ne peut également (tout comme chaque ministre) édicter de décrets que dans les cas prévus ci-dessus. Mais si le Premier ministre est mort, que son incompatibilité ou "l'absence des conditions nécessaires à son élection" a été votée par l'Assemblée ou que celle-ci l'a renversé par une motion de défiance (ou en rejetant une motion de confiance), c'est le vice-Premier ministre qui le remplace "jusqu'à l'élection du nouveau Premier ministre".

#### Les entités réglementaires indépendantes
- Article 23. Elles sont créées par une loi organique de l'Assemblée nationale "pour s'acquitter de certaines missions et compétences appartenant au domaine de la puissance exécutive et les exercer". Leurs présidents "rendent compte chaque année à l'Assemblée nationale" de l'activité de ces entités. Ils sont nommés par le Premier ministre ou par le président de la République (sur proposition du Premier ministre), ils "édictent des décrets qui ne peuvent être contraires à la loi, aux décrets gouvernementaux, aux décrets du Premier ministre, aux décrets ministériels et aux décrets du président de la Banque Nationale Hongroise". Ils "nomment un ou des suppléants" qui "peuvent les suppléer pour édicter ces décrets".

La Commission de Venise note que si, d'après ce que lui ont assuré les autorités hongroises, le fait que l'Assemblée puisse ainsi créer par loi organique des entités réglementaires indépendantes "vise surtout à la mise en place des organes indépendants que requiert la législation de l'UE", "sa formulation ne le mentionne toutefois pas explicitement, et l'on pourrait craindre de voir cet instrument utilisé pour réduire indûment" les pouvoirs du Parlement.

#### LaCour constitutionnelle
- Article 24. C'est "la principale entité chargée de défendre la Loi fondamentale". Elle "examine du point de vue de leur conformité avec la Loi fondamentale les lois adoptées mais pas encore promulguées". Elle contrôle aussi la conformité des règles de droit (lois et décrets) sur demande d'un quart des députés, du gouvernement ou du Commissaire des Droits fondamentaux, contrôle ces mêmes règles de droit sur demande judiciaire ou plainte pour inconstitutionnalité quand cela concerne une affaire particulière, peut même contrôler la conformité des décisions judiciaires sur plainte pour inconstitutionnalité. Elle "examine les règles de droit contredisant un traité international". Lorsque ces règles de droit ou décisions judiciaires sont contraires à la Loi fondamentale, elle les annule. L'Assemblée élit les 15 membres de la Cour (et parmi eux un président en fonction jusqu'à la fin de son mandat) pour 12 ans par un vote aux deux tiers. Auparavant, la Cour avait 11 membres élus pour 9 ans et le président était élu non par l'Assemblée nationale mais par les membres de la Cour elle-même. Ces dispositions nouvelles ont été immédiatement mises en vigueur par un amendement à la constitution précédente, ce qui a permis d'élire 5 nouveaux membres d'un coup[43] (un poste étant vacant), tous proches du FIDESZ, et d'assurer une majorité pro-gouvernementale au sein de la Cour. Par ailleurs, l'article précise que ces membres ne peuvent appartenir à un parti ou avoir des activités politiques.

La Commission de Venise note les changements intervenus par rapport à précédemment et que s'il est "fréquent que le président de la Cour constitutionnelle soit élu par une institution politique, et non par la Cour elle-même", le fait que "les juges choisissent leur président parmi eux" comme c'était jusqu'ici le cas est considéré "en général comme préservant mieux l'indépendance de la Cour". Pour la durée du mandat portée à 12 ans, elle trouve souhaitable que celui-ci ne soit "pas renouvelable, de façon à consolider encore l'indépendance des juges constitutionnels". Surtout, elle craint que ces changements, la volonté de les appliquer "dès à présent", de même que la confirmation de la révision constitutionnelle de novembre 2010 (qui interdit pratiquement à la Cour d'évaluer les lois budgétaires, fiscales et financières), "ne viennent éroder encore l'autorité de la Cour constitutionnelle dans son rôle de garante de la constitutionnalité de l'ordre juridique hongrois". Vont dans le même sens la limitation des pouvoirs de la Cour "tant que la dette publique dépasse 50 % du PIB – ce qui devrait rester le cas dans un avenir prévisible" et le fait qu'elle "touche aussi « l'exécution » du budget de l'Etat, ce qui pourrait même accroître encore le nombre et l'ampleur des textes qui échapperont au contrôle de constitutionnalité", les limites mises au réexamen des lois, l'imposition de délais très serrés ... La Commission espère pour finir que le respect demandé à la Cour (article N) "de respecter dans l'exercice de ses fonctions « le principe d'une gestion budgétaire équilibrée, transparente et durable »" doit être compris "comme s'appliquant à la gestion administrative de la Cour en tant qu'organisme public, et non pas comme une consigne d'interprétation à laquelle devront se plier les contrôles de constitutionnalité".

#### La Justice
- Articles 25 à 28. L'article 25 décrit le champ et l'organisation de la Justice qui est "à plusieurs niveaux": "la Justice décide des affaires pénales, des débats de droit privé, des autres affaires déterminées par la loi" ainsi que "de la légalité des arrêtés administratifs", elle peut annuler les décrets des collectivités contraires aux autres règles de droit et peut constater les "manquements des collectivités locales aux obligations réglementaires". "Les tribunaux s'acquittent de l'activité judiciaire", "pour certains types d'affaires - particulièrement pour les litiges administratifs et de droit du travail - , des tribunaux particuliers peuvent être institués". "Le principal organe judiciaire est la Curie". Cette Curie "garantit l'unité d'application du droit par les tribunaux, prend les décisions d'unité juridique qui s'imposent aux tribunaux". L'article 26 précise les règles de nomination: les juges, nommés par le président de la République, "sont indépendants et ne sont soumis qu'à la loi, nul ne peut les contraindre dans leur activité de jugement", ils "ne peuvent être privés de leur charge que pour un motif déterminé par une loi organique et dans le cadre d'une procédure", ils "ne peuvent être membres d'un parti" ni "poursuivre une activité politique". Une baisse de leur âge de la retraite (par un alignement sur "l'âge général de la retraite") a été incluse au dernier moment dans le but de forcer au départ un certain nombre de juges considérés comme hostiles au nouveau pouvoir. Le président de la Curie est lui élu pour 9 ans "parmi les juges" par un vote aux deux tiers de l'Assemblée nationale et les nouvelles règles de retraite des juges ne s'appliquent pas à lui. L'article 27 concerne les modes de jugement: "les tribunaux - si la loi ne l'ordonne pas autrement - rendent leurs jugements collectivement", des juges non-professionnels peuvent participer à ces jugements (mais pas procéder comme juge unique ou premier juge), le secrétaire d'un tribunal peut lui procéder comme juge unique dans certaines affaires. L'article 28 fixe les règles d'interprétation du droit: "Les tribunaux, pour ce qui est de l'application du droit, interprètent le texte des règles de droit en conformité avec leur intention et avec la Loi fondamentale. Au moment d'interpréter la Loi fondamentale et les règles de droit, on doit supposer qu'elles répondent à des intentions conformes au bon sens et au bien public, morales et rationnelles."

La Commission de Venise, informée lors de sa visite à Budapest en mai 2011 qu'une "importante et ample réforme du pouvoir judiciaire était en préparation", s'inquiète à la fois du manque de précision de ces articles ("dispositions assez vagues et générales, ce qui engendre une incertitude notable sur le contenu de la réforme envisagée, et suscite des inquiétudes en rendant possibles des changements radicaux de toutes sortes") et de l'absence de mention claire "que les tribunaux constituent un pouvoir distinct et sont indépendants". Elle espère que le "principe général de séparation des pouvoirs" (article C) inspirera, dans la future loi organique, "une claire référence au principe de l'indépendance du pouvoir judiciaire, ainsi que des garanties concrètes d'administration autonome de ce dernier". Le flou lui semble également important en ce qui concerne l'organisation ("il est difficile de savoir ce qu'il faut comprendre par « à plusieurs niveaux », mais aussi de discerner si les tribunaux existants seront tous maintenus, et comment la future structure modifiera le statut des juges"), le rôle de la Cour suprême (apparemment désormais appelée Curie) ou la nomination des juges. Quant à l'abaissement de l'âge de la retraite de ceux-ci de 70 à 62 ans, "la Commission s'interroge sur cette mesure, eu égard aux règles et principes fondamentaux d'indépendance, de statut et d'inamovibilité des juges. Diverses sources indiquent que cette disposition va contraindre quelque trois cents juges parmi les plus chevronnés à prendre leur retraite l'année prochaine, ce qui va créer trois cents vacances à pourvoir. Cela pourrait entraver le fonctionnement des tribunaux, compromettre la continuité et la sécurité juridique, mais aussi ouvrir la voie à des ingérences dans la composition du pouvoir judiciaire." Le fait que "le secrétaire du tribunal peut agir avec la compétence du juge unique" semble douteux "au regard des normes européennes relatives au statut des juges". Quant à l'article 28 et ses consignes d'interprétation de la loi, il ne doit pas "servir à interpréter la Constitution d'une façon qui relativise son contenu normatif au nom de besoins concrets moraux et économiques".

#### Le Parquet
- Article 29. Le Parquet "poursuit les actes punissables, intervient contre les autres actes et manquements portant atteinte au droit tout en encourageant la prévention des actes illégaux". Le Procureur général (qui "conduit et dirige l'organisation du Parquet" et "nomme les procureurs") et le Parquet "imposent les exigences pénales de l'État en coopération avec les services de justice", "exercent les droits liés à l'enquête", "représentent l'accusation publique lors de la procédure judiciaire" et "exercent le contrôle de la législation concernant l'exécution des peines". Comme pour les juges, l'âge de départ à la retraite des procureurs est abaissé à l'âge général, sauf pour le Procureur général. Celui-ci est élu, "sur proposition du président de la République" et "parmi les procureurs", pour 9 ans par les deux tiers des députés. Il "rend compte chaque année de son action devant l'Assemblée nationale". "Les procureurs ne peuvent être membres d'un parti et ne peuvent poursuivre une activité politique."

La Commission de Venise note le changement par rapport à la constitution précédente où le Procureur général avait pour "mission première de protéger les droits". Désormais, il n'est plus question que de "l'apport du Procureur général et du ministère public à l'administration de la justice" et la Commission estime que cela est "en harmonie" avec ses conclusions sur les normes européennes en matière d'indépendance du système judiciaire, selon lesquelles "la protection générale des droits de l'homme ne relève pas du ministère public. Elle est mieux assurée par un médiateur que par le ministère public". Quant au statut juridique des procureurs, le texte est selon elle "très laconique" et "n'annonce aucun changement susceptible" de le modifier.

#### Le Commissaire des Droits fondamentaux
- Article 30. Il est chargé "de protéger les droits fondamentaux, toute personne peut demander son intervention", "contrôle ou fait contrôler les abus concernant les droits fondamentaux parvenus à sa connaissance" et "prend l'initiative de mesures générales ou particulières en vue d'y remédier". Ses suppléants, eux, sont plus particulièrement chargés de veiller "aux intérêts des générations à venir ainsi qu'à la défense des droits des nationalités vivant en Hongrie". Lui et ses suppléants sont élus pour 6 ans par un vote aux deux tiers des députés et "ne peuvent être membres d'un parti et ne peuvent poursuivre une activité politique". Il "rend compte chaque année de son action devant l'Assemblée nationale".

Ce nouveau commissaire remplaçant trois "médiateurs spécialisés" précédents (le quatrième, celui des données personnelles et de la liberté de l'information étant remplacé par une "autorité indépendante"), la Commission de Venise "juge important que cette réorganisation n'entraine pas de diminution des garanties actuelles de protection et de promotion des droits en ce qui concerne la protection des minorités nationales, celle des données personnelles et la transparence de l'information d'intérêt public". Il convient, selon elle, "de faire en sorte que la diminution du nombre d'organismes indépendants ne se traduise pas par une détérioration de l'équilibre des pouvoirs en Hongrie, ni par une perte d'efficacité".

#### Les collectivités locales
- Article 31: la puissance publique locale. "En Hongrie, le rôle des collectivités locales est de gérer les affaires publiques locales et d'exercer la puissance publique locale." Des référendums locaux peuvent être organisés "à propos de questions comprises dans les missions et compétences des collectivités locales".
- Article 32: les missions et compétences des collectivités locales. Elles édictent des décrets de collectivité ("pour organiser les conditions sociales locales non réglementées par la loi") et prennent des arrêtés, administrent "indépendamment", déterminent leur organisation et leur fonctionnement, leur budget (en décidant du type et du niveau des impôts locaux), peuvent posséder des biens, mener des entreprises, librement s'associer à d'autres collectivités. Leurs décrets "ne peuvent être contraires aux autres règles de droit", elles les envoient "sans délai à la préfecture". Si celle-ci "considère que ce décret de collectivité ou l'une de ses dispositions viole une règle de droit", elle peut demander son contrôle à un tribunal. En cas de "manquement aux obligations de réglementation" de la part d'une collectivité locale, la préfecture peut aussi demander à un tribunal "d'établir" ce manquement. Si ce manquement est établi mais que la collectivité locale ne satisfait toujours pas à ses obligations "dans les délais déterminés par la décision du tribunal", celui-ci, à la demande de la préfecture, ordonne que le responsable de la préfecture "réglemente, au nom de la collectivité locale, par les décrets de collectivité nécessaires pour remédier à ce manquement". "Les biens des collectivités locales sont des biens publics."
- Article 33: les organes des collectivités locales. Elles sont composées d'un corps représentatif qui "exerce les missions et compétences de la collectivité locale" et est dirigé par le maire, "peut élire des commissions et instituer des bureaux". Pour les comitats, le président du corps représentatif est élu parmi ses membres.
- Article 34: le fonctionnement des collectivités locales. Les missions et compétences obligatoires des collectivités locales sont fixées par la loi. Pour s'en acquitter, elles "ont le droit d'être soutenues budgétairement ou matériellement en proportion de celles-ci" par l'État (avec lequel elles "coopérent en vue d'atteindre les objectifs collectifs"). Le maire et le président du corps représentatif du comitat "peuvent aussi s'acquitter exceptionnellement de missions et de compétences administratives d'État". "Le Gouvernement assure le contrôle de la légalité des collectivités locales par l'intermédiaire des préfectures", le gouvernement peut aussi avoir à autoriser leurs emprunts "en vue de la conservation de l'équilibre budgétaire".
- Article 35: le mandat des collectivités locales. Les représentants et les maires des collectivités locales sont élus pour 5 ans "sur la base d'un droit de vote général et égal, par un scrutin direct et secret, lors d'un vote garantissant la libre expression de la volonté des électeurs". "Le mandat du corps représentatif dure jusqu'au jour de l'élection générale des représentants des collectivités locales et des maires" mais, s'il n'y a pas de candidats, il "est prolongé jusqu'au jour de l'élection partielle. Le mandat du maire dure jusqu'à l'élection du nouveau maire." Le corps représentatif peut s'autodissoudre ou être dissous par l'Assemblée nationale (s'il fonctionne "contrairement à la Loi fondamentale"). Dans les deux cas, cela met fin au mandat du maire.

La Commission de Venise regrette que la Loi fondamentale ne mentionne pas "le principe de l'autonomie locale" alors "que la Charte européenne de l'autonomie locale (CEAL), qui lie la Hongrie, impose le respect d'un certain nombre de principes fondant la démocratie locale en Europe, avec en première place celui de l'autonomie locale". Elle juge donc souhaitable "que la loi organique qui définira les règles de fonctionnement des collectivités locales en fasse dûment mention et reprenne d'autres grands principes de la CEAL (subsidiarité, autonomie financière, proportionnalité entre les ressources et les compétences, protection juridique des collectivités locales, limitation du contrôle administratif exercé sur elles), avec des garanties suffisantes pour leur respect effectif". Elle note par exemple que les préfectures peuvent désormais "édicter, sur décision du tribunal, des arrêtés municipaux" alors que jusqu'ici "c'est le gouvernement qui s'assure que les collectivités locales respectent la loi dans leurs activités; il peut réagir à des manquements en poursuivant la collectivité, mais n'est pas habilité à se substituer à elle pour édicter des arrêtés". La Commission s'inquiète aussi du pouvoir de dissolution donné à l'Assemblée nationale (article 35) puisqu'il "semble qu'une mesure de cette importance puisse se prendre sans décision de justice contraignante et que le rôle de la Cour constitutionnelle soit purement consultatif dans ce contexte".

#### Les finances publiques
- Articles 36 et 37: le budget central et son exécution. L'article 36 détaille la procédure budgétaire et instaure une « règle d'or » : « Le gouvernement dépose devant l'Assemblée nationale les propositions de loi sur le budget central et sur l'exécution du budget central », ces propositions "doivent contenir les dépenses et recettes d'État ordonnées semblablement, d'une façon transparente et rationnellement détaillées". En les adoptant, les députés autorisent « le gouvernement à percevoir les recettes et réaliser les dépenses qui y sont déterminées ». Mais ils ne peuvent voter un budget « qui aurait pour résultat un endettement de l'État dépassant la moitié du produit intérieur brut ». Tant que l'endettement est supérieur à ce niveau, ils ne peuvent adopter de budget "qui ne contienne pas de baisse de l'endettement d'État par rapport au produit intérieur brut". On ne peut « s'écarter » de ces deux obligations que « lors d'une période d'ordre légal particulier, dans la mesure où cela est nécessaire pour atténuer les effets causés par les circonstances exceptionnelles, ou, au cas d'une rechute durable et significative de l'économie nationale, dans la mesure où cela est nécessaire au rétablissement de l'équilibre économique national ». Si les députés n'ont pas voté le budget avant le début de l'année concernée, le gouvernement « est habilité à percevoir les recettes selon les règles de droit et à réaliser temporairement les dépenses dans le cadre des prévisions de dépenses » du budget précédent. L'article 37 concerne l'exécution budgétaire : « Le gouvernement se doit d'exécuter le budget central légalement et opportunément, en gérant efficacement les finances publiques et en garantissant la transparence. » Au cours de cette exécution, à l'exception des périodes d'état de droit particulier mentionnées à l'article précédent, "aucun emprunt ne peut être souscrit et aucun engagement financier ne peut être pris qui aboutirait à ce que le niveau de l'endettement d'État dépasse la moitié du produit intérieur brut total". Tant que cet endettement dépasse ce niveau, à l'exception des mêmes périodes, « aucun emprunt ne peut être souscrit et aucun engagement financier ne peut être pris dont la conséquence serait une augmentation de l'endettement de l'État par rapport au produit intérieur brut » et la Cour constitutionnelle ne « peut contrôler la conformité avec la Loi fondamentale des lois traitant du budget central, de l'exécution du budget central, des catégories fiscales centrales, des droits et taxes, des cotisations et allocations, des droits douaniers ainsi que des conditions centrales des impôts locaux » et les annuler que « dans leur rapport avec le droit à la vie et à la dignité humaine, le droit à la défense des données personnelles, le droit à la liberté de pensée, de conscience et de religion ou le droit lié à la citoyenneté hongroise ». Cette limitation ne joue pas « si les exigences de procédure précisées par la Loi fondamentale et liées à la création et à la promulgation des lois n'ont pas été respectées ». Cette limitation de la compétence de la Cour est une conséquence du conflit entre celle-ci et le Premier ministre Viktor Orbán à l'automne 2010 lorsque la Cour a annulé une loi supprimant rétroactivement les indemnités de départ de certains hauts fonctionnaires liés aux gouvernements précédents.

Pour la Commission de Venise, cet article 37 « suscite de graves inquiétudes, car il ouvre la voie à des violations non sanctionnées de la Constitution en limitant la compétence de contrôle de la Cour constitutionnelle aux domaines qu'il énumère ». Limitation qu'elle avait déjà critiqué dans son avis de mars 2011 car donnant à croire « que le plafonnement du budget à 50 % du PIB constituerait un but si important qu'il justifierait même l'adoption de lois anticonstitutionnelles ». La Commission note cependant que le « pouvoir restreint » laissé à la Cour constitutionnelle en la matière « lui ménage toujours la possibilité de sanctionner un abus de pouvoir fiscal ». Elle conclut que « dans un État qui s'est doté d'une cour constitutionnelle, il est donc essentiel que cette dernière puisse examiner la compatibilité de toutes les lois avec les droits de l'homme garantis par la Constitution. Les droits particulièrement importants dans le présent contexte sont le droit à la non-discrimination et le droit de ne pas être indûment privé de ses biens. »
- Article 38: les biens nationaux. "Les propriétés de l'État et des collectivités locales sont les biens nationaux. Les biens nationaux sont gérés et protégés dans le but de servir l'intérêt public, satisfaire les besoins collectifs et sauvegarder les ressources naturelles, tout en tenant compte des besoins des générations à venir." Ils ne peuvent être aliénés "que pour un motif déterminé par la loi, par exception déterminée par la loi, tout en tenant compte des exigences de bonne estimation de sa valeur." Les contrats concernant cette aliénation ou une exploitation des biens nationaux ne peuvent être conclus qu'avec des entités "dont la structure de contrôle, l'organisation, ainsi que l'activité liée à la gestion du bien national dont l'aliénation ou l'exploitation ont été autorisées, sont transparentes".
- Articles 39 et 40: la protection de l'argent public. Selon l'article 39, l'État ne peut verser de l'argent ou une subvention "qu'à des entités dont la structure de contrôle, l'organisation, ainsi que l'activité à laquelle est destinée l'utilisation de cette subvention, sont transparentes". "Toute entité gérant de l'argent public est obligée de rendre compte publiquement de sa gestion concernant cet argent public. L'argent public et les biens nationaux doivent être utilisés selon le principe de la transparence et de la propreté de la vie publique. Les données concernant l'argent public et les biens nationaux sont des données d'intérêt public." L'article 40 se contente d'indiquer qu'une loi organique déterminera "les règles fondamentales de la fiscalité et du système de retraite en vue d'une contribution destinée à la satisfaction des besoins communs et à la sécurité d'existence des personnes âgées".
- Article 41: la Banque Nationale Hongroise. C'est "la banque centrale de la Hongrie", "responsable de la politique monétaire". Son président et ses vice-présidents sont nommés pour 6 ans par le président de la République. Le président rend compte chaque année à l'Assemblée nationale et édicte des décrets "qui ne peuvent être contraires à la loi" et pour lesquels il peut être remplacé par un vice-président qu'il désigne par décret.
- Article 42. "Une loi organique détermine les règles relatives à l'entité veillant au contrôle du système de diffusion financière."
- Article 43: la Cour des Comptes d'État. C'est "l'organe de contrôle financier et économique de l'Assemblée nationale", elle contrôle "l'exécution du budget central, la gestion de la maison d'État, l'emploi des ressources provenant de la maison d'État et l'utilisation des biens nationaux". Son président est élu pour 12 ans par un vote aux deux tiers de l'Assemblée nationale à laquelle il rend compte chaque année.
- Article 44: le Conseil budgétaire. Il "appuie l'activité législative de l'Assemblée nationale", "examine le bien-fondé du budget central" et participe "à la préparation de la loi concernant le budget central". Son autorisation est nécessaire pour ce qui concerne les seuils de PIB mentionnés à l'article 36. Il est composé de 3 membres: son président, nommé par le président de la République pour 6 ans, plus le président de la Banque nationale et celui de la Cour des Comptes d'État.

La Commission de Venise rappelle que "le budget est avec la législation l'un des grands moyens dont dispose une majorité parlementaire pour définir et mettre en œuvre son programme politique" mais que cet article 44 ainsi que l'article 36 semblent "donner un « droit de veto » au Conseil budgétaire non parlementaire sur les décisions du Parlement pour l'avenir prévisible". Or, "l'adoption du budget de l'Etat constitue l'une des compétences fondamentales du Parlement; c'est en général sa principale prérogative exclusive. Soumettre sa décision à l'approbation d'une autre entité – possédant une légitimité démocratique restreinte, puisqu'aucun de ses membres n'est directement élu – est donc problématique, et risquerait d'éroder la légitimité démocratique des décisions budgétaires. La prise de ces décisions pourrait être rendue plus compliquée encore par le fait que les membres du Conseil auront été nommés par une majorité précédente." Les modalités de "l'approbation préalable" du budget par le Conseil budgétaire n'étant pas définies, la Commission "espère que les autorités hongroises éviteront de donner à cette approbation préalable une interprétation trop rigide ou trop restreinte".
À propos de l'ensemble de ce chapitre, la Commission remarque que des dispositions ayant trait à "des questions comme la fiscalité générale et le système des retraites, l'organisation et le fonctionnement de la Banque nationale et sa responsabilité en matière de politique monétaire, l'organisation et le fonctionnement de la Cour nationale des comptes, ou encore le fonctionnement du Conseil budgétaire" sont renvoyées à de futures lois organiques. Elle « juge incompatible avec la règle de la majorité, telle qu'elle est pratiquée d'habitude en régime démocratique, le fait que la majorité parlementaire d'un moment puisse protéger pour l'avenir ses choix politiques sociaux, fiscaux et financiers dans la Constitution ou des lois organiques derrière le verrou d'une majorité des deux tiers. Il devient ensuite très difficile que « la libre expression de l'opinion du peuple sur le choix du corps législatif » (article 3 du protocole n° 1 à la CEDH) se traduise par la modification des politiques publiques à la faveur d'élections ultérieures."

#### L'Armée hongroise
- Article 45. C'est la « force armée de la Hongrie » dont la « mission fondamentale » est « de défendre militairement l'indépendance de la Hongrie, son intégrité territoriale et ses frontières, de s'acquitter des missions de défense commune et de maintien de la paix générées par des traités internationaux, ainsi que d'accomplir des activités humanitaires en conformité avec les règles du droit international ». Ne peuvent la diriger (hors dispositions d'un traité international) que « l'Assemblée nationale, le président de la République, le Conseil de Défense, le gouvernement, ainsi que le ministre chargé de ces missions et compétences. Le gouvernement dirige le fonctionnement de l'Armée hongroise ». Elle participe aussi « à la prévention des catastrophes, à la lutte contre leurs effets et à leur liquidation » et ses « membres permanents et professionnels » ne peuvent être membres de partis ou exercer d'activités politiques.

#### La Police et les services de sécurité nationale
- Article 46. La "mission fondamentale" de la Police "est d'empêcher les faits punissables, de les élucider, de défendre la sécurité publique, l'ordre public et le bon ordre des frontières de l'État", celle des services de sécurité nationale "est de défendre l'indépendance de la Hongrie et son ordre légal, de faire prévaloir ses intérêts de sécurité nationale". Leur activité est dirigée par le gouvernement, leurs "membres permanents et professionnels" ne peuvent être membres de partis ou exercer d'activités politiques.

#### Décision de participer aux opérations militaires
- Article 47. C'est le gouvernement qui "décide des mouvements transfrontaliers des troupes de l'Armée Hongroise et des forces armées étrangères", l'Assemblée nationale décidant elle par un vote des deux tiers des députés présents "de l'emploi de l'Armée Hongroise à l'étranger ou en Hongrie, de son stationnement à l'étranger, ainsi que de l'emploi des forces armées étrangères en Hongrie ou à partir du territoire de la Hongrie, de leur stationnement en Hongrie". S'il s'agit de la conséquence d'une décision de l'UE ou de l'OTAN, c'est le gouvernement qui décide de cet emploi et informe "sans délai" de ses décisions le président de la République et l'Assemblée, de même en ce qui concerne "la participation de l'Armée Hongroise à des opérations de maintien de la paix ou son activité humanitaire effectuée sur un territoire étranger en guerre".

### L'état de droit particulier

#### Les règles communes relatives à l'état d'exception et à l'état d'urgence
- Article 48. C'est l'Assemblée nationale qui, par un vote aux deux tiers, déclare l'état de guerre, conclut la paix, proclame l'état d'exception ("et institue le Conseil de Défense nationale en cas de déclaration de l'état de guerre ou de danger direct d'attaque armée d'une puissance étrangère") et proclame l'état d'urgence ("en cas d'actions armées visant au renversement de l'ordre légal ou à la détention exclusive du pouvoir, en plus d'actions graves, violentes mettant en danger dans des proportions massives la sécurité des vies et des biens, commises avec des armes ou en vue d'en avoir"). Hors conclusion de la paix, si l'Assemblée nationale "est empêchée de prendre ces décisions" ("quand elle ne siège pas et que sa convocation se heurte à un empêchement insurmontable à cause du temps trop court, en plus des événements ayant provoqué l'état de guerre, l'état d'exception ou l'état d'urgence"), c'est le président de la République qui est habilité à le faire mais le président de l'Assemblée nationale, celui de la Cour constitutionnelle et le Premier ministre doivent constater "de façon concordante cet empêchement, en plus du bien-fondé de la déclaration de l'état de guerre, de la proclamation de l'état d'exception ou de l'état d'urgence". Et, "lors de la première séance après la fin de cet empêchement", l'Assemblée "contrôle le bien-fondé" de ces déclarations et proclamations et décide de leur légalité par un vote des deux tiers. Pendant l'état d'exception oul'état d'urgence, il ne peut y avoir d'autodissolution ou de dissolution de l'Assemblée ni d'élection générale des députés (seulement dans les 90 jours après). Si l'Assemblée est élue mais pas constituée, le président de la République doit la convoquer dans les 30 jours après. Si elle est autodissoute ou dissoute, l'Assemblée peut être convoquée par le Conseil de Défense nationale pendant l'état d'exception, par le président de la République pendant l'état d'urgence.

#### L'état d'exception
- Article 49. Le Conseil de Défense nationale ("Honvédelmi Tanács") est composé du président de l'Assemblée nationale, des chefs des groupes parlementaires, du Premier ministre, des ministres et, pour avis, du chef d'état-major de l'Armée. Il est présidé par le président de la République. Il exerce les droits de l'Assemblée nationale, du président de la République et du gouvernement. Il décide de l'emploi de l'Armée (partout) ou de forces étrangères (en Hongrie) et "de l'introduction des mesures exceptionnelles déterminées par une loi organique". Il peut édicter des décrets par lesquels "il peut suspendre l'emploi de certaines lois, s'écarter des dispositions légales, ainsi que prendre d'autres mesures exceptionnelles". Ces décrets perdent leur vigueur à la fin de l'état d'exception (sauf s'ils sont prolongés par l'Assemblée).

#### L'état d'urgence
- Article 50. "L'utilisation de l'Armée Hongroise est possible pendant l'état d'urgence si l'emploi de la police et des services de sécurité nationale n'est pas suffisant." Cette utilisation peut être décidée par le président de la République si l'Assemblée est empêchée. Pendant l'état d'urgence, le président de la République peut édicter des décrets par lesquels il peut "suspendre l'emploi de certaines lois, s'écarter des dispositions légales, ainsi que prendre d'autres mesures exceptionnelles" mais il doit en informer sans délai l'Assemblée (si elle est empéchée, sa commission "s'occupant des affaires de défense nationale") qui "siège continuellement" et "peut suspendre l'emploi des mesures exceptionnelles". Ces décrets restent 30 jours en vigueur, sauf si l'Assemblée les prolonge. Ils cessent de toute façon d'être en vigueur à la fin de l'état d'urgence.

#### La situation de défense préventive
- Article 51. Elle est proclamée "pour un temps déterminé" (et prolongée) par un vote aux deux tiers des députés présents "en cas de danger d'attaque armée extérieure ou en vue de remplir les obligations de l'alliance". Elle autorise ainsi le gouvernement à prendre d'une part des mesures "s'écartant des lois concernant le fonctionnement de l'administration, de l'Armée Hongroise et des forces de l'ordre" et ne durant pas plus de 60 jours, d'autre part les habituels décrets lui permettant de "suspendre l'emploi de certaines lois, s'écarter des dispositions légales, ainsi que prendre d'autres mesures exceptionnelles" qui cessent d'être en vigueur à la fin de la situation de défense préventive.

#### L'attaque inattendue
- Article 52. "En cas d'invasion inattendue par des groupes armés extérieurs survenant sur le territoire de la Hongrie", le gouvernement "est tenu de prendre aussitôt des mesures, avec des forces en proportion avec l'attaque et préparées pour cela, pour écarter cette attaque, protéger le territoire de la Hongrie avec des forces nationales et alliées, anti-aériennes et aériennes en état d'alerte" jusqu'à ce que soit proclamé l'état d'urgence ou l'état d'exception. Il en informe "sans délai" l'Assemblée et le président de la République. Il peut "instaurer des mesures exceptionnelles" et prendre les habituels décrets lui permettant de "suspendre l'emploi de certaines lois, s'écarter des dispositions légales, ainsi que prendre d'autres mesures exceptionnelles" qui cessent d'être en vigueur à la fin de l'attaque inattendue.

#### La situation de danger
- Article 53. Elle est proclamée par le gouvernement "en cas de catastrophe naturelle ou d'accident industriel mettant en danger la sécurité des vies et des biens, ainsi qu'en vue de liquider leurs effets". Il peut alors prendre les habituels décrets lui permettant de "suspendre l'emploi de certaines lois, s'écarter des dispositions légales, ainsi que prendre d'autres mesures exceptionnelles" qui restent 15 jours en vigueur sauf s'ils prolongés par le gouvernement après autorisation de l'Assemblée et qui cessent de toute façon d'être en vigueur à la fin de la situation de danger.

#### Les règles communes concernant l'État de droit particulier
- Article 54. « Pendant l'État de droit particulier, l'exercice des droits fondamentaux (…) peut être suspendu ou limité » au-delà de la limite mentionnée à l'article I (c'est-à-dire en ne respectant pas « le contenu essentiel de ce droit fondamental »). Seuls doivent être respectés les droits mentionnés à l'article II (le « droit à la vie et à la dignité »), à l'article III (pas de torture, de traitement ou châtiment inhumain, de servitude, de commerce des êtres humains, d'expériences médicales ou scientifiques sur les êtres humains sans leur consentement, de « pratiques visant à l'amélioration de l'espèce humaine, l'utilisation à but commercial du corps humain et de ses parties, ainsi que le clônage humain ») et aux alinéas (2) à (6) de l'article XXVIII (présomption d'innocence, droit à la défense, non-rétroactivité, pas de double peine). « L'application de la Loi fondamentale ne peut être suspendue, le fonctionnement de la Cour constitutionnelle ne peut être limité. » « L'entité habilitée à instaurer l'État de droit particulier met fin à l'État de droit particulier si les conditions de sa proclamation ne sont plus réunies. »

À propos de cet article, la Commission de Venise avertit que « la Hongrie étant également liée par l'article 15 de la CEDH et l'article 4 du Pacte international relatif aux droits civils et politiques, les ordres juridiques spéciaux devront aussi se conformer à leurs dispositions ».

### Dispositions finales
La Loi fondamentale est adoptée par l'Assemblée sur la base d'articles de la constitution en vigueur (ceux stipulant que l'Assemblée "institue la constitution de la République hongroise" et que "pour amender la Constitution, ainsi que pour ajouter certaines dispositions à la Constitution, le vote des deux tiers des députés de l'Assemblée nationale est nécessaire") et elle entre en vigueur le 1er janvier 2012.
Pour la Commission de Venise, cette "référence à la Constitution de 1949 figurant au deuxième paragraphe des dispositions finales paraît en contradiction avec le Préambule, où ladite Constitution de 1949 est déclarée « nulle et non avenue »". Elle "interpréterait cette incohérence apparente comme confirmant que l'affirmation du Préambule n'a pas valeur juridique. Elle n'en recommande pas moins aux autorités hongroises de clarifier ce point."
Le texte se termine par la mention: "Nous, les députés de l'Assemblée nationale élue le 25 avril 2010, conscients de notre responsabilité devant Dieu et les êtres humains, par nos pouvoirs constitutionnels en vigueur, nous instituons comme ci-dessus la première Loi fondamentale unifiée de la Hongrie" et par la reproduction de la devise des révolutionnaires hongrois de 1848: "Paix, liberté et entente".

## Modifications
La Loi fondamentale a fait l'objet de plusieurs modifications dans les années suivant son entrée en vigueur.
Celle adoptée par le Parlement le 11 mars 2013 a provoqué non seulement critiques et manifestations de l'opposition hongroise, mais aussi la préoccupation de la Commission européenne, du Conseil de l'Europe, et du Parlement européen. Les principaux points contestés sont :
- Insulter la nation hongroise ou les communautés nationales, ethniques, raciales ou religieuses sera puni par la loi (art. IX/5), ce qui avait jusqu'ici été refusé par la Cour Constitutionnelle (CC) au titre de la liberté d'expression[53].
- Il est ajouté que le lien familial est basé sur le mariage ou sur la relation parent-enfant (art. L/1), donnant une définition restrictive de la famille, alors que cette même restriction avait été rejetée en décembre 2012 par la CC lors de son examen de la loi sur la protection de la famille[53].
- Il peut être prévu par la loi que seuls les étudiants s'engageant à travailler un temps déterminé dans certaines professions (en Hongrie après leur diplôme) bénéficient des subventions de l'État (art. XI/3), ce que l'opposition appelle röghöz kötés « attachement à la terre » par analogie avec le servage[54],[53].
- La CC voit ses décisions prises avant l'entrée en vigueur de la nouvelle Constitution perdre leur validité (hatály) mais non leur effet (hatás) juridique, autrement dit, elle ne peut plus utiliser comme référence sa jurisprudence antérieure mais les lois annulées restent annulées (Dispositions finales/5). De plus, concernant les modifications de la constitution, la CC ne peut plus les examiner sur le fond (art. 24/5), et le président de la République ne peut plus les renvoyer à la CC pour examen que pour des questions de forme et non de fond (art. S/3)[50],[55].
- Le président de l'Office national de la justice (Országos Bírósági Hivatal), nouvel organisme chargé de l'administration centrale de la justice, peut pour éviter la surcharge de certains tribunaux et assurer une décision de justice en un temps raisonnable, déplacer une affaire d'un tribunal à un autre selon des dispositions et pour des affaires déterminées par loi organique (art. 27/4)[53].
- Les Églises ne peuvent être reconnues que par le Parlement et par loi « organique » (adoptée à la majorité des deux tiers ; art. VII/2), alors que cela avait été rejeté en février 2013 par la CC lors de son examen de la loi sur les Églises[53].
- Les publicités politiques pendant une campagne électorale ne sont possibles que sur les médias publics et gratuitement (art. IX/3), ce qui les rend difficilement envisageables alors que cela ne s'applique pas aux communications gouvernementales, et alors que cette restriction aux médias publics avait été rejetée en janvier 2013 par la CC à la suite du refus du président de la République de promulguer la loi sur la procédure électorale[53].
- Les SDF peuvent être expulsés des lieux publics par loi ou décret municipal (art. XXII/3), alors que l'inclusion de ce cas dans la loi sur les infractions avait été rejeté par la CC en novembre 2012 pour non-respect de la dignité humaine[50],[53].
- Un impôt spécial est établi si les réserves du budget ne permettent pas à l'État de satisfaire une obligation de paiement décidée par exemple par la CC ou par l'Union européenne (une amende ; art. 37/6)[53].